# 江南

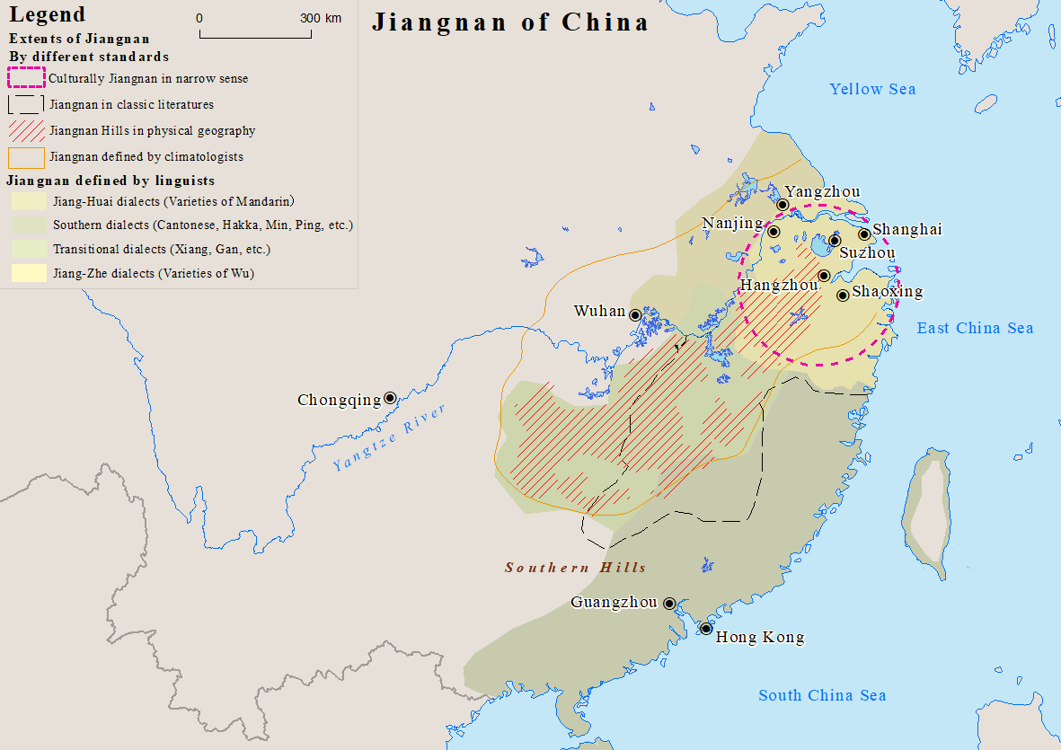
根据不同标准划分的江南范围

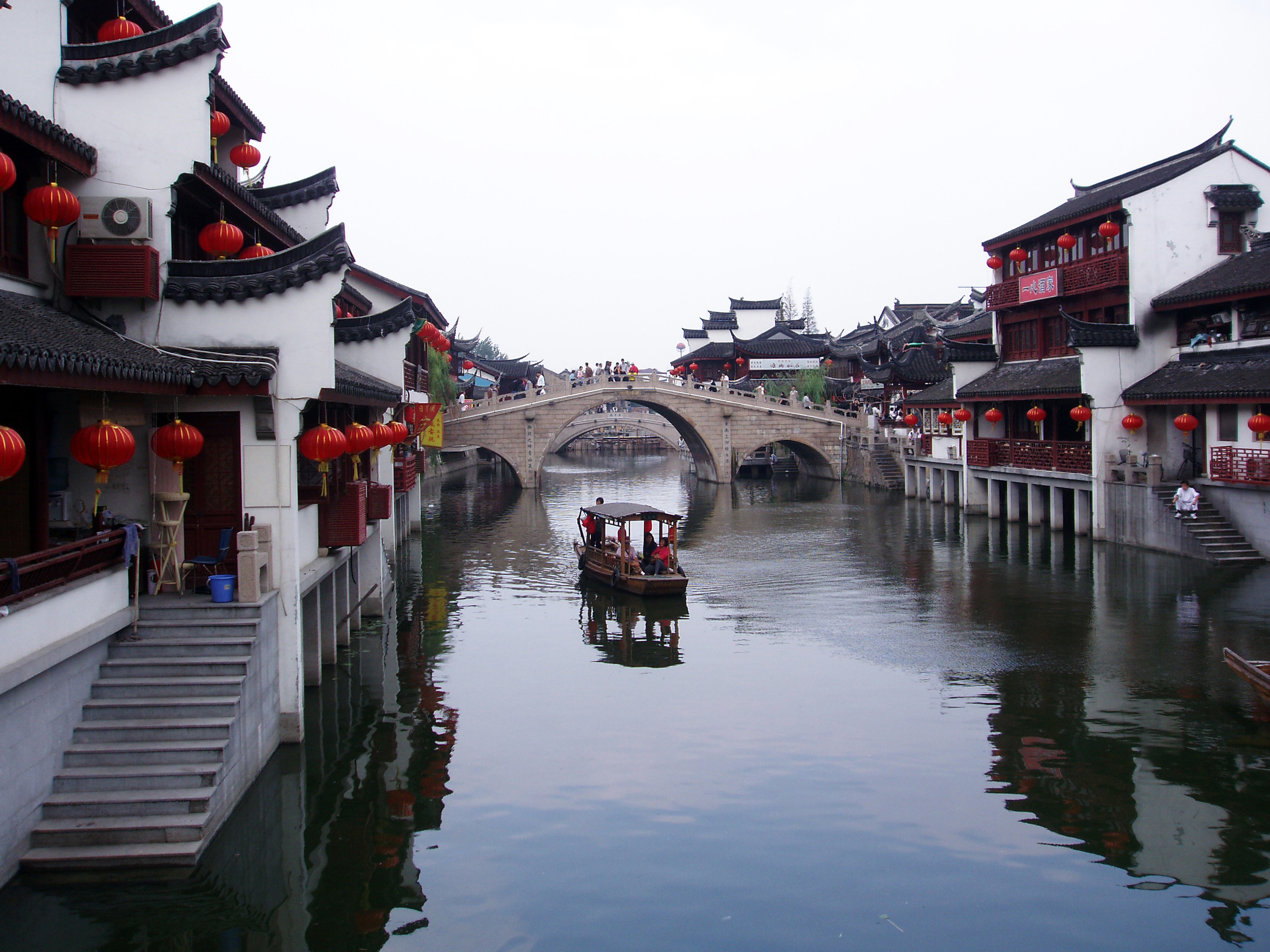
七寶鎮江南建築群形成可以追溯到五代十國時期

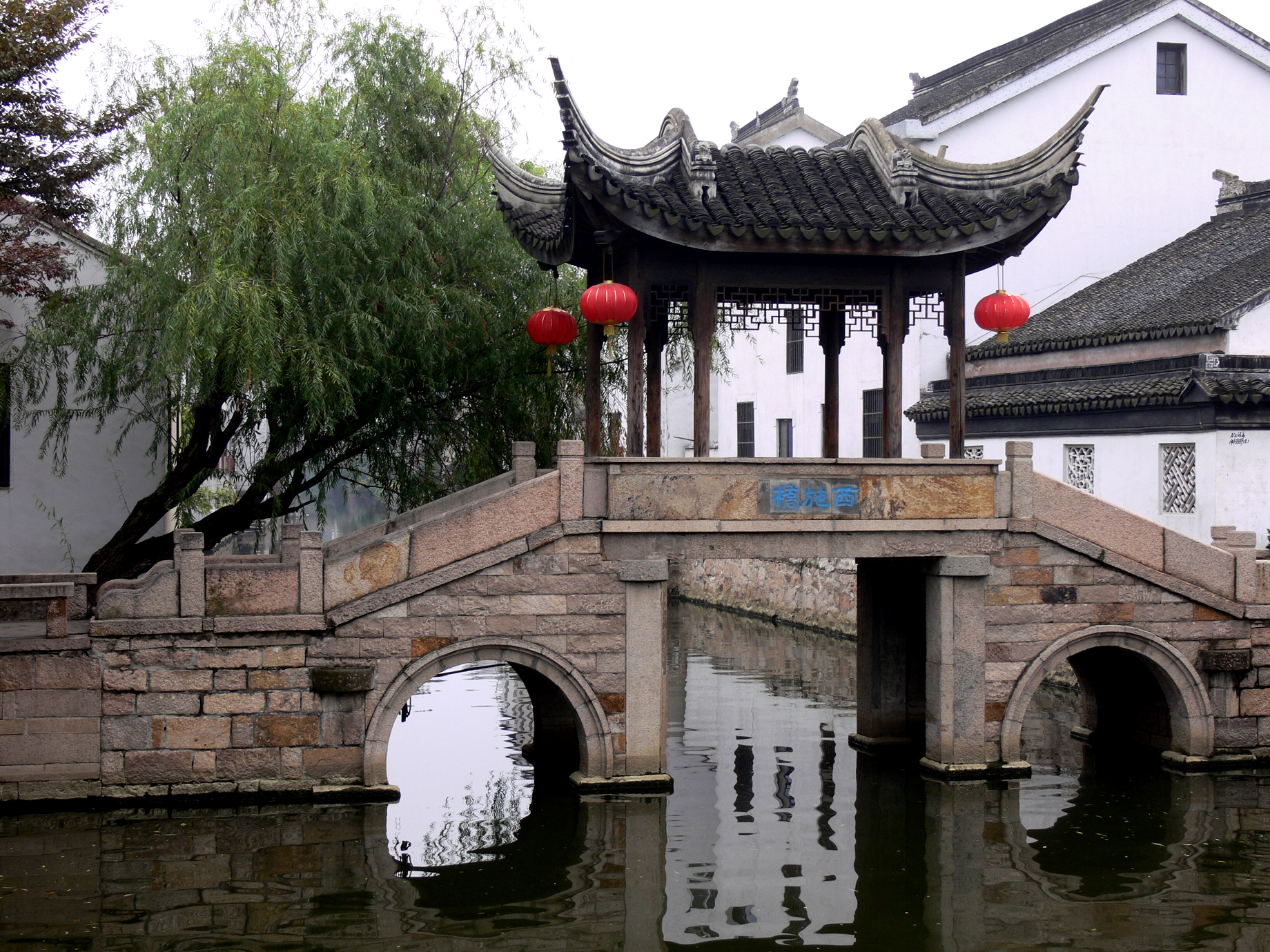
蘇州西施橋

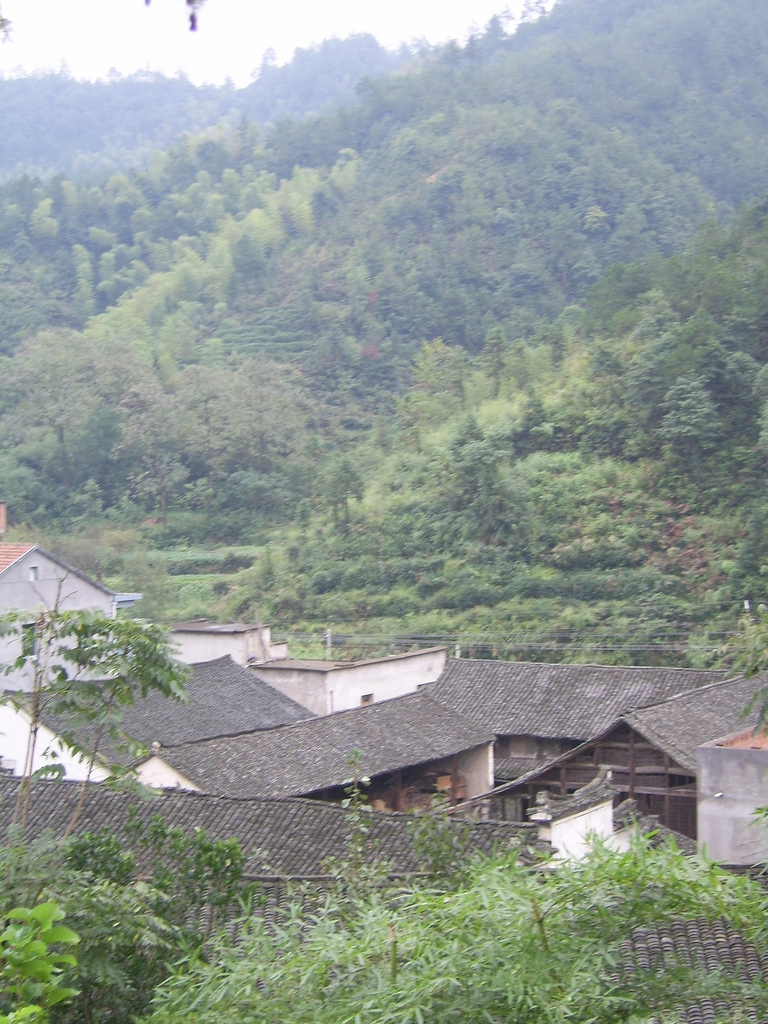
江南山村，还保持着晚期的典型江南建筑风格，即白墙黑瓦。

江南，即长江下游以南地區，狭义上指代宋朝时的江南东路即江东和两浙路（现在长江流域下游南岸的浙江全境、苏南、皖南，以及福建的中北部地区），相當今江浙长三角地区一帶。广义上还包括江苏安徽兩省的长江北岸、江西、福建、廣東及湖北、湖南、廣西部分地区，古代属于漢族地區的扬州。古代又有吴越、江东、江左等别稱。古代从中原人的角度看来，江南地处在长江之外，故又称为江外。
中国气象预报的江南地区指的是长江中下游南岸、南岭以北的地区，主要包括湖北省、安徽省、江苏省在长江南岸的区域、以及湖南省、江西省、浙江省、也包括福建省中北部。
狭义的江南地區有南京、杭州等古都，以及如紹興、湖州、蘇州、無錫、常州、徽州、嘉興、鎮江、揚州等历史文化名城。

## 释名

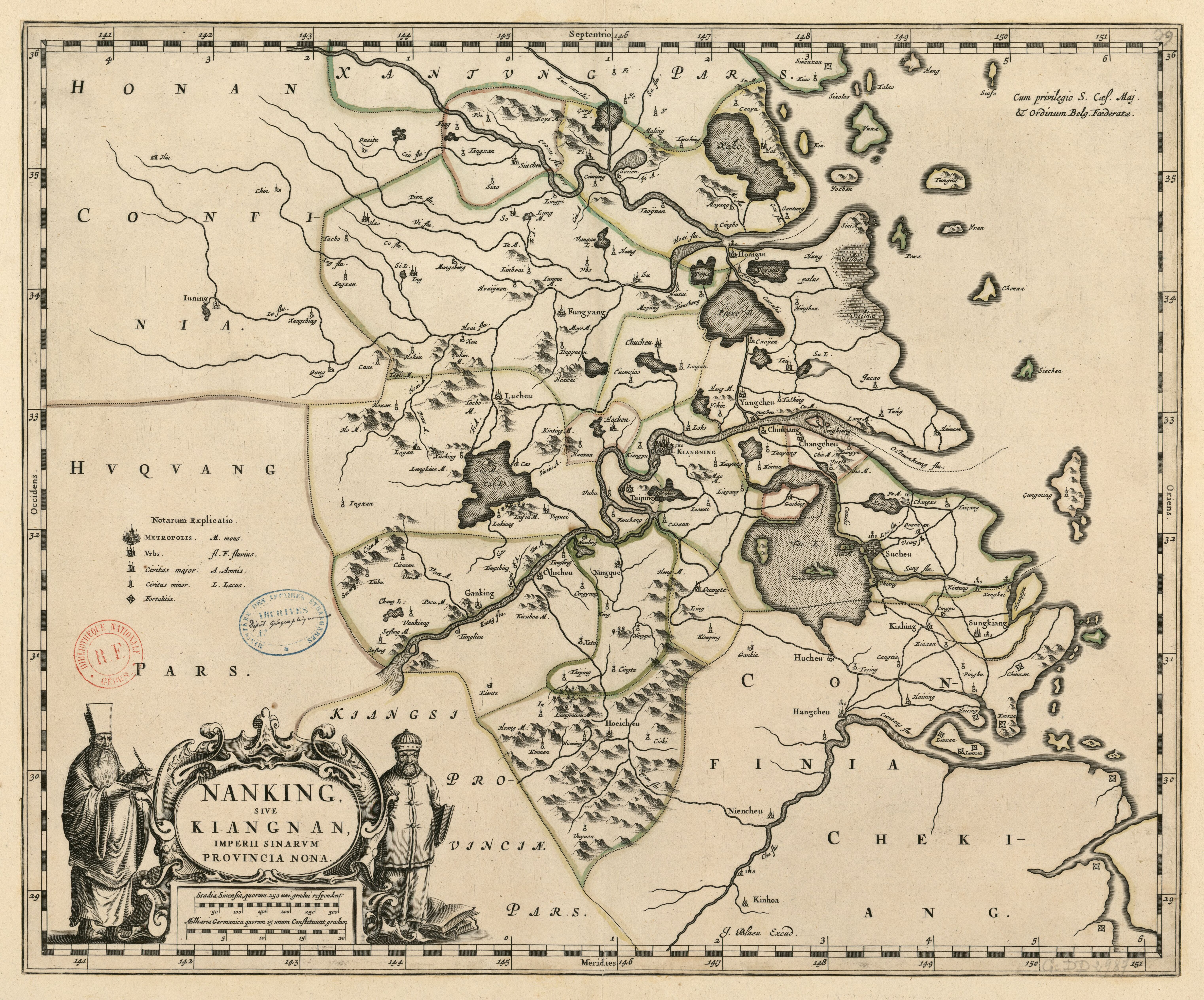
神圣罗马帝国传教士卫匡国（Martino Martini）和荷兰地图绘制大师胡安布劳（Joan Blaeu ）于1655年绘制的大明帝国的南京或江南（拉丁语：Nanking sive Kiangnan/英语：Nanjing or Jiangnan）地图

在先秦时期，史书中已经存在“江南”的说法，“江南”在成书于秦、汉以前的古籍之中即特指長江以南之地，即开始泛指大约今江苏、福建、安徽淮河以南部分及浙江、湖南、江西、广东。《吴越春秋》：“周元王使人赐勾践，已受命号去，还江南”。《尔雅·释地篇第九》写道：“江南曰扬州。”可见“江南”在成书于秦、汉以前的古籍之中属于扬州之地，屬漢族地區之一。《史记·秦本纪》中亦载：“秦昭襄王三十年，蜀守若伐楚，取巫郡，及江南为黔中郡。”这里的江南指的是现今湖南全境和湖北南部部分地区。钱大昕以为《项羽本纪》云“江东虽小，纵江东父老怜而王我”中的“江东”，那时的“江东”是现在江南的一部分。王莽时曾改夷道县为江南县，是今日湖北宜都。《后汉书·刘表传》载“江南宗贼大盛……唯江夏贼张庄、陈坐拥兵据襄阳城，表使越与庞季往譬之，及降。江南悉平”。唐太宗贞观元年（627年）设立江南道，江南道的范围完全处于长江以南，后来在唐玄宗开元二十一年（733年）又分为江南东道、江南西道和黔中道，成为定义现代江南含义的开端，往后江南成为江东地区的专称。
明清时期的江南，一般指苏、松、常、镇、宁、杭、嘉、湖八府。

### 相关建制沿革
- 唐代以后，江南一词所指区域囊括长江以南以及长江沿岸广大地区，包括荆州、扬州。
- 唐代时设立江南西道（鄂东南、湖南、江西）、江南东道（苏南、皖南、浙江、福建）。
- 宋代时设立江南西路（江西大部、鄂东南）、江南东路（赣东北、皖南、苏南、闽中闽北部分地区一带）。
- 明朝设立南直隶，清初改称江南省，分为江南左布政使司和江南右布政使司。1667年分为江苏省和安徽省。但江南省不仅包括部分江南地区，还包括了大片的苏皖的江北地区。
- 清代设两江总督署，辖江苏省、安徽省、江西省，两江即含江南省、江西省，东部的部分为江南省（今江苏，安徽，福建）。

## 历史

### 史前时代
双墩遗址
位于中国安徽省蚌埠市双墩村，是一处距今8,000多年前的新石器时代台地遗址，2013年被列为为第七批全国重点文物保护单位。双墩遗址具有典型的自身文化特征，尤以607件陶器刻画符号为特色，被命名为“双墩文化”。
凌家滩遗址
位于安徽省马鞍山市含山县铜闸镇，是一处距今6,000年的新石器时代中心聚落遗址。地处裕溪河中段北岸，总面积约160万平方米。遗址区内发现有新石器时代晚期人工建造的祭坛、大型氏族墓地以及祭祀坑、红烧土和积石圈等重要遗迹，出土精美玉礼器、石器、陶器等珍贵文物。凌家滩遗址的发现或将中华文明史提前到5,300年前。
良渚遗址
距今5,000年期間，中國新石器時代考古學文化之一，出現於約發展於長江下游環太湖地區，共發現500多處遺址，以良渚遺址附近的莫角山為中心區。良渚文化最主要特徵是玉器的使用和隨葬，包括大件的玉琮、玉璧、玉鉞。玉琮是工藝最精、最具權威性的玉器，往往刻有精緻的獸面紋，是神靈的圖象，玉鉞則是軍權、王權的象徵。良渚文化的政治體為酋邦，亦有學者認為已出現國家雛形，能動員大量勞動力，各酋邦間結成聯盟，神權色彩濃厚，建造大型祭祀場所、城牆及防洪土牆，社會成員地位分化，形成貴族和普通平民階層。

江南史前文明遗址
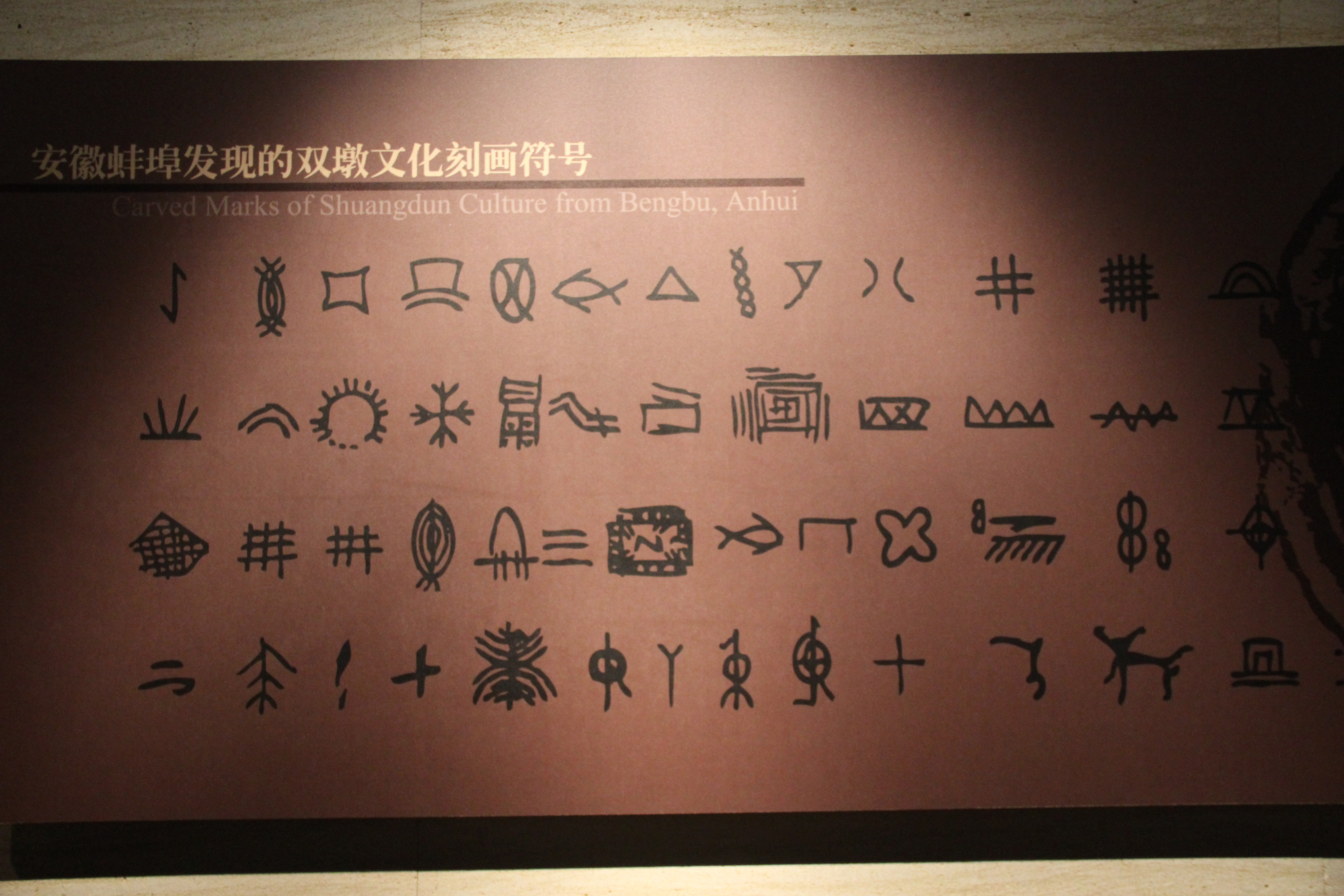
1. 双墩文明陶壶文字
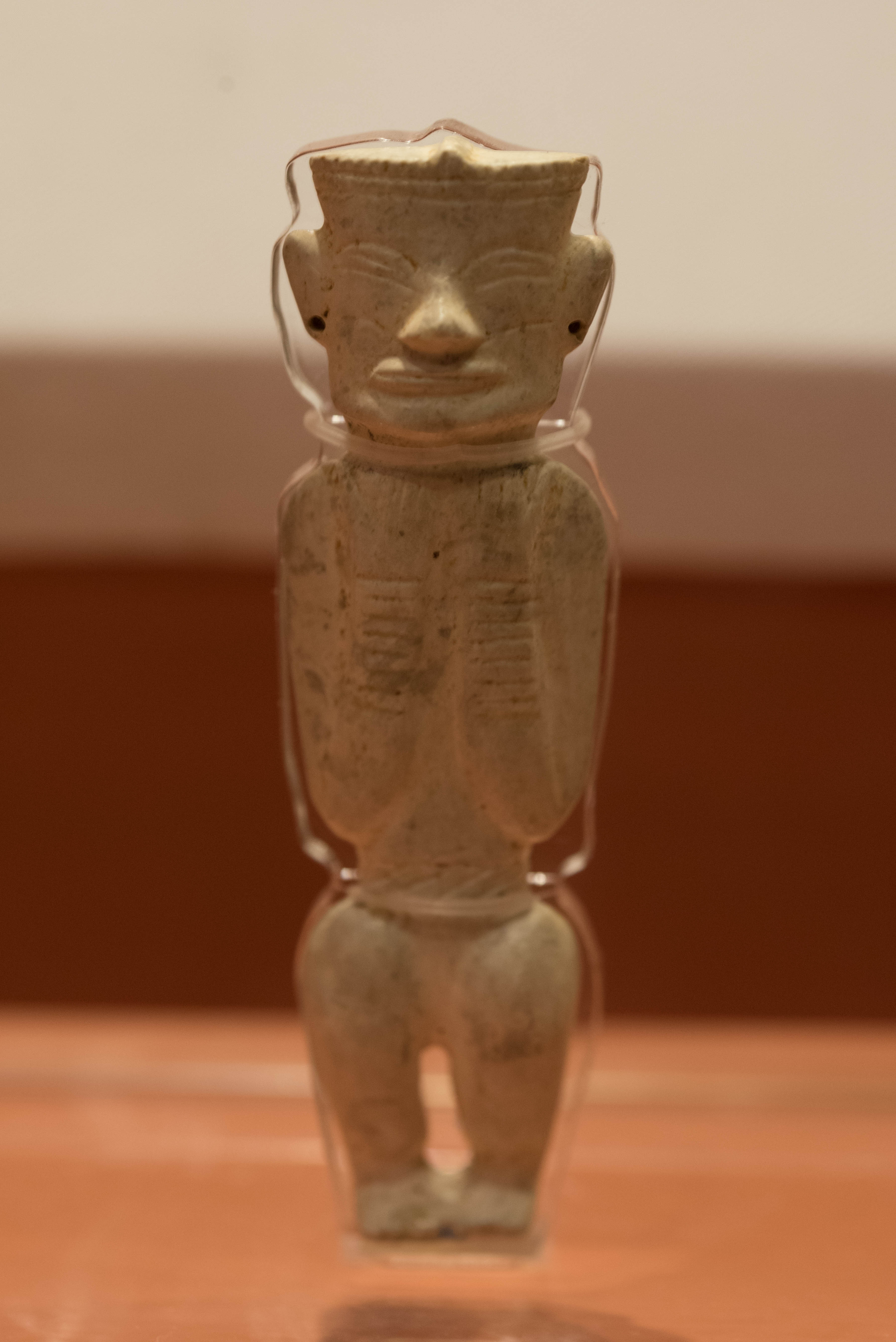
2. 凌家滩文明玉人
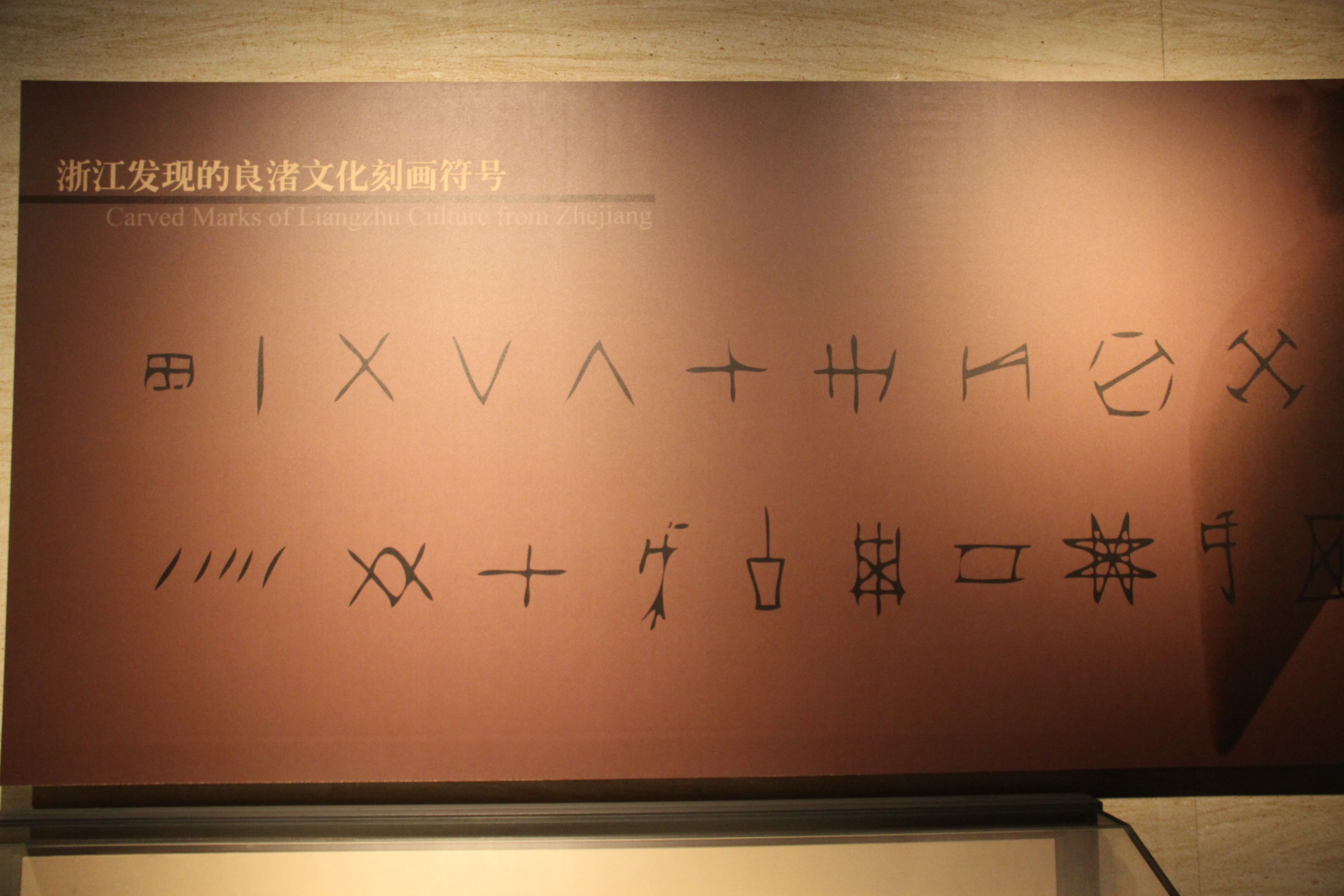
3. 良渚文明陶壶文字
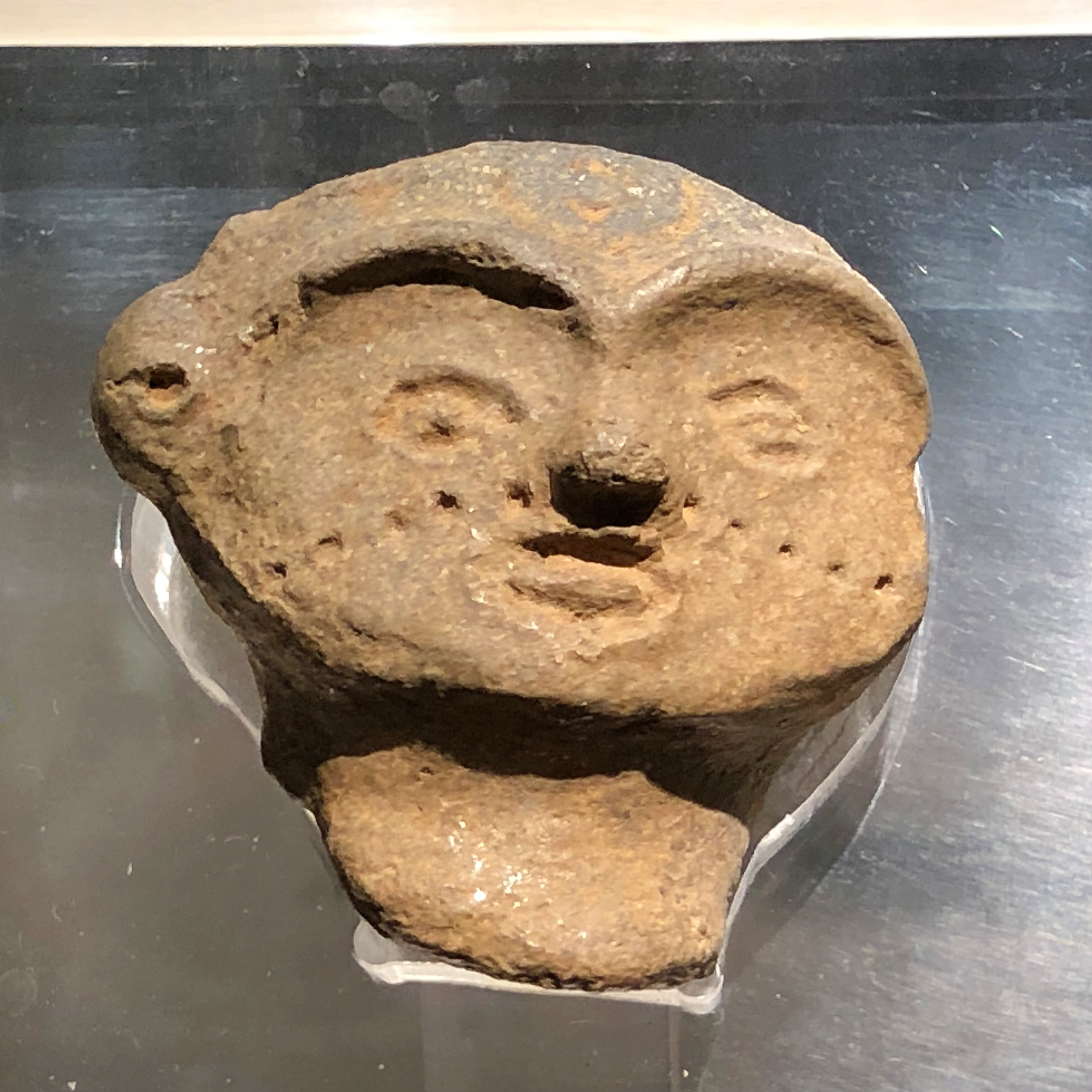
4. 双墩文明出土的纹面人头像
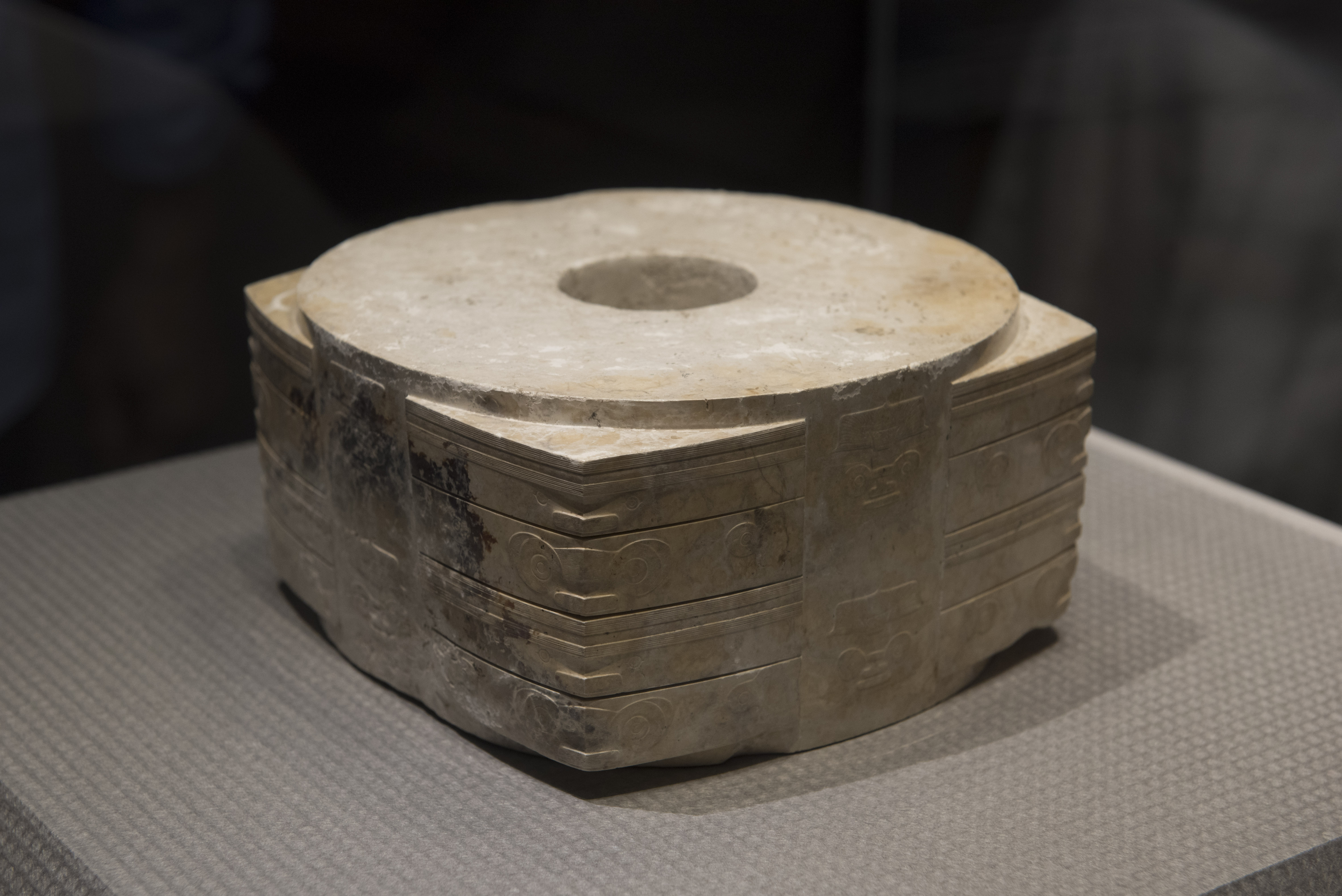
5. 良渚文明出土的玉琮

## 经济
江南經濟在秦漢以及六朝时期取得很大發展，此後在全國經濟中擔當越來越重要的角色，至中唐时，经济重心由中原南移，到了北宋中期，江南经济已经成为全国经济最重要的核心地位。江南地区雨量充沛,气候较热,土地肥沃,具有发展农业的优越条件。长江三角洲是中国经济最发达的地区之一，指以长江入海而形成的冲击扇平原所形成的江苏、上海和浙江一带，以此为中心的经济带，被称为“长三角经济圈”。在中華民國大陸時期，蘇，浙，皖三省及上海已經佔全國稅收總和一半以上。在中華人民共和國時期，自改革开放以来，江南东部一带的十几个城市被人们称为“长三角”，成为中国经济版图上与“珠三角”、“环渤海”等并列的一极。在2001年，江南地区15个城市所组成的长三角城市带，以占中国大陆1%的土地和6%的人口，创造了18%的国内生产总值。另外，江南地区的江浙沪三省市贡献了中华人民共和国中央政府超过60%的“净财政收入”。

## 文化
文化上的江南是江南的重要概念。在地域文化上，江南文化常與吳越文化高度關聯。泰伯所建之句吳古都梅里被認為是吳文化的源地（無錫），最早的都城建立在今無錫市的梅村一帶，于春秋時期遷都至姑苏城（今苏州）。漢末東吳都金陵（南京），囊括了吳、楚、越廣大地區，自此時起陸續建都於金陵的六朝時期以至隋唐，江東士族在文化上均具有重要地位和歷史貢獻，對江南地區的文化教育也有重要影響。
江南文化對整個中華文化有重要貢獻和影響。自南北朝以及隋唐以後，經濟文化重心南移，江南常被視為古代中原的承替地區，南京常被視為華夏正朔的象徵城市，江南地區的發展在很大程度上貢獻著中華文明的發展。一個典型的例子是，隨著晉代門閥播遷衣冠南渡，中原雅音南下和建康中古吳音融合而成的金陵雅音，在南北朝分割結束後的隋唐時期，和洛阳鄴下語音一起成為修復雅言、確立通語的兩大依據；及至推翻元朝，建立明朝，又以南京音作為確立漢語官方標準音的基礎，對漢語標準通語的發展有重要影響。作為中華文明典型代表人物的孔子，其孔子家族的大宗因宋廷南遷分為南北两宗，北宗位於曲阜，孔氏南宗遷至江南衢州；民國時期“衍聖公”改稱“奉祀官”，中央政府封“大成至聖先師奉祀官”于曲阜，封“大成至聖先師南宗奉祀官”於衢州，從此例亦可見江南地區在中國政治和文化上的作用及地位。

### 语言

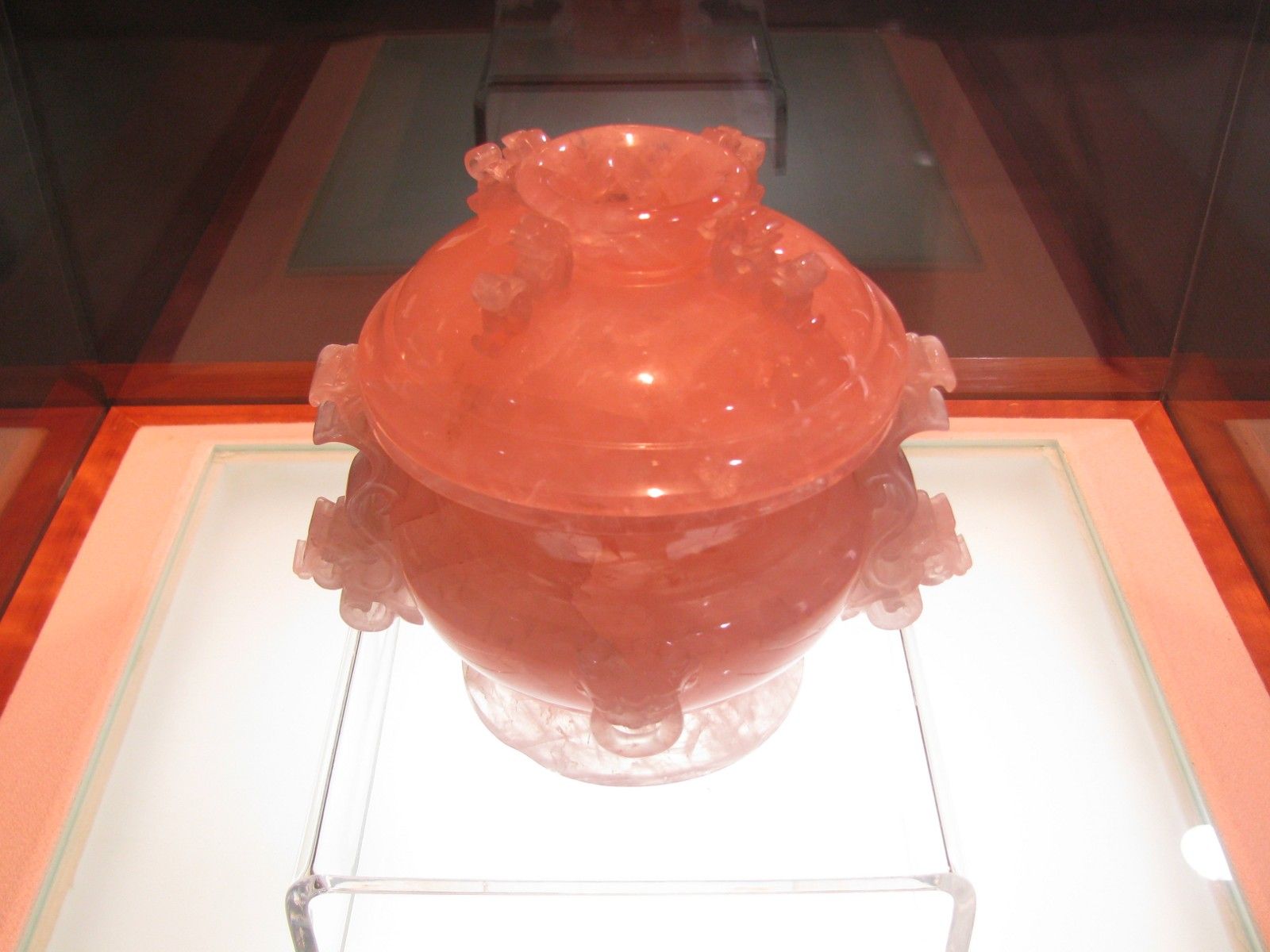
南京博物馆芙蓉石螭耳蓋壺

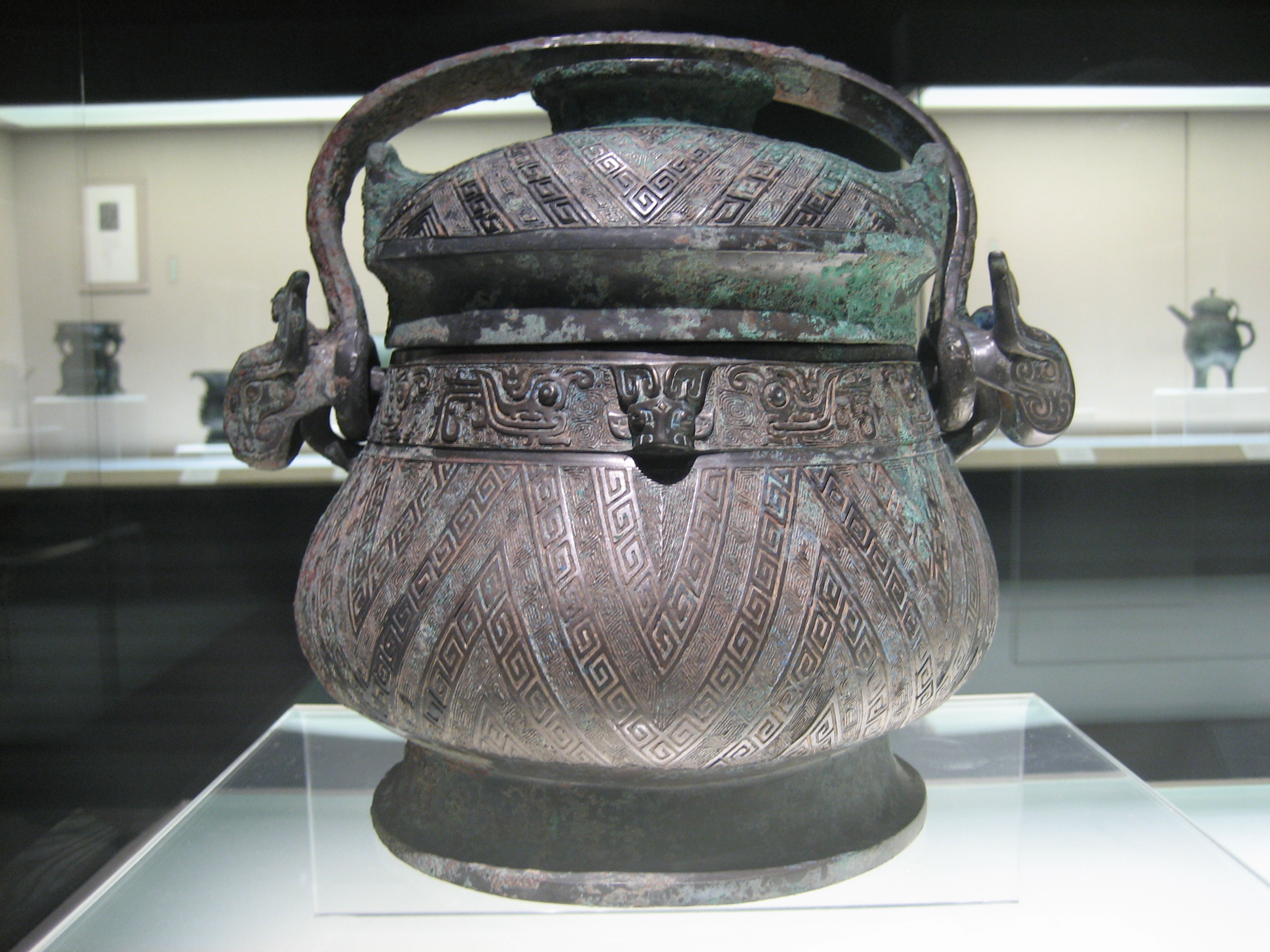
上海博物馆上古青铜器曲折雷紋卣

地域文化上，吴越文化是江南的重要组成部分。吴语有时也被称为江南话，主要通行于苏南、上海和浙江地区。江南南京一帶的金陵雅音、“江淮官話”、“淮语”，古时淮南地区皆属于吴语区。
广义的江南地區還有西南官話（上江官話）、贛語、湘語等南方漢語。如果包括非長江流域，那還有和閩語。和廣東稱為嶺南不同，福建是唐朝江南東道的一部分，也常稱江南或东南，如福鼎縣西昆村稱為“江南孔裔第一村”，泰甯古城尚書第稱為“江南第一民居”。

### 建築
江南园林是以开池筑山为主的自然式风景山水园林，兴盛于宋明清。以苏州、扬州、南京、无锡、常州、湖州、嘉兴、杭州等地为主，其中又以苏州、扬州最具有代表性，有“杭州以湖山胜、苏州以市肆胜、扬州以园林胜”的赞誉，而当今留存的私家园林则以苏州为最多。 徽派建築是徽州一帶影響深遠的建築風格。
江南的歷史文化和自然環境造就了許多聞名遐邇的江南景觀，如南京的秦淮河、夫子廟、鐘山、玄武湖、莫愁湖，蘇州的拙政園、滄浪亭，杭州的西湖、雷峰塔，鎮江的金山寺，揚州的瘦西湖，無錫的黿頭渚，徽州的古村落西遞和宏村等。
著名江南园林有：
- 江南园林通常为私家园林，玄武湖是当代仅存的江南皇家园林。
- 苏州 拙政园 留园 狮子林 沧浪亭 网师园艺圃
- 揚州 个园 瘦西湖 何园 小盘谷 梅花岭 汪氏小苑 逸圃
- 南京 瞻园 煦园
- 无锡 寄畅园 蠡园
- 杭州 郭庄 汪庄 刘庄
- 绍兴 沈园
- 湖州 小莲庄
- 常熟 燕园
- 常州 近园 约园

江南三大名楼是指武汉市的黄鹤楼，岳阳市的岳阳楼和南昌市的滕王阁。三楼均有著名诗人作词作赋，诗文流传千古，为众人所熟知。閱江樓則數百年有記無樓。江南岸的燕子磯、採石磯、城陵磯被稱為長江三大磯。
江南的民居，以江浙民居风格为最典型的代表，徽派民居也通常被被认为是江南民居风格。这类建筑分布在大江南区域，其中江浙地区为江浙民居风格为多，徽派民居及其衍生的民居则分布在皖南、江西以及湖南地区。比较著名的江南小镇有周庄、甪直、同里、南浔、乌镇、西塘等。黄山脚下的宏村、西递是徽派建筑的代表。

## 教育

### 大学
近现代，江南一带的教育全国之冠。江南一带的大学非常集中，南京、杭州、上海、合肥等均为高校林立的城市，著名大学有：南京大学、东南大学、浙江大学、上海复旦大学、上海交通大学、中国科学技术大学等。民国时期有江南四大名中的说法，以形容江苏省立扬州中学、江苏省立苏州中学、浙江省立杭州中学与私立南洋模范中学这四所著名高中。

江南高等大学院校
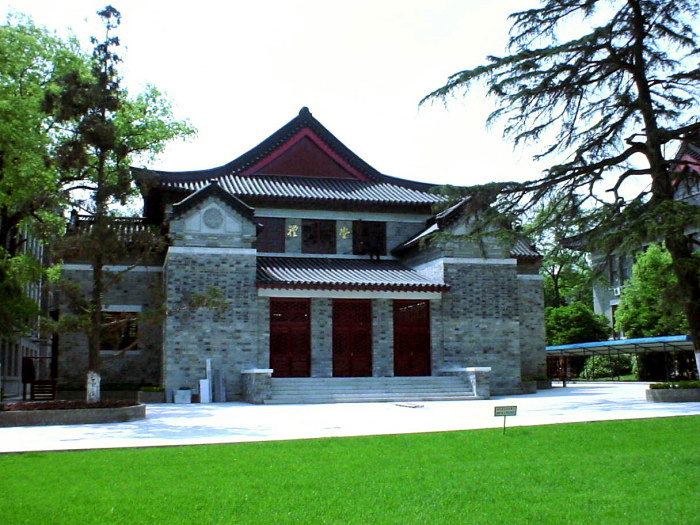
1. 南京大学大礼堂
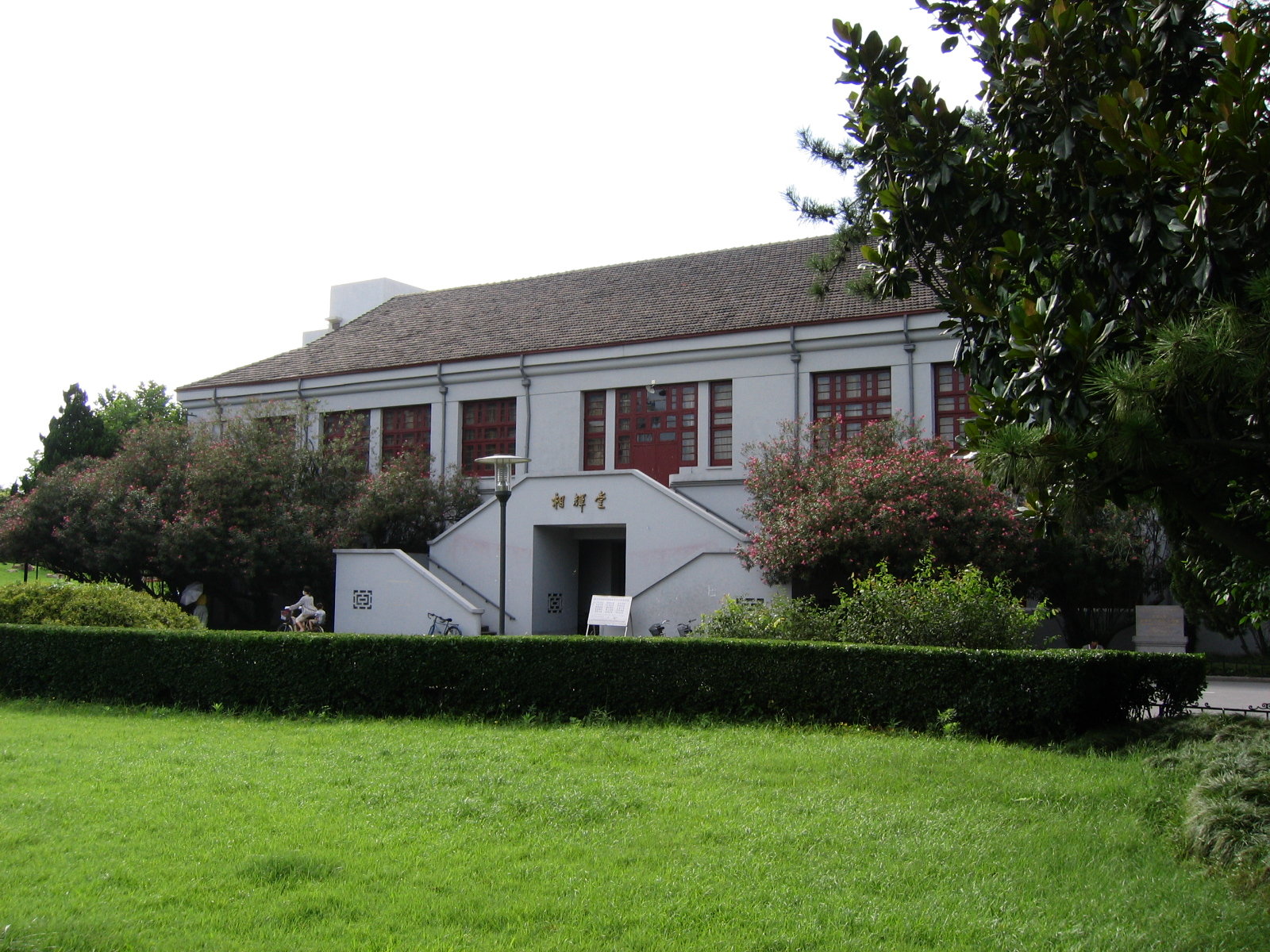
2. 上海复旦大学相輝堂
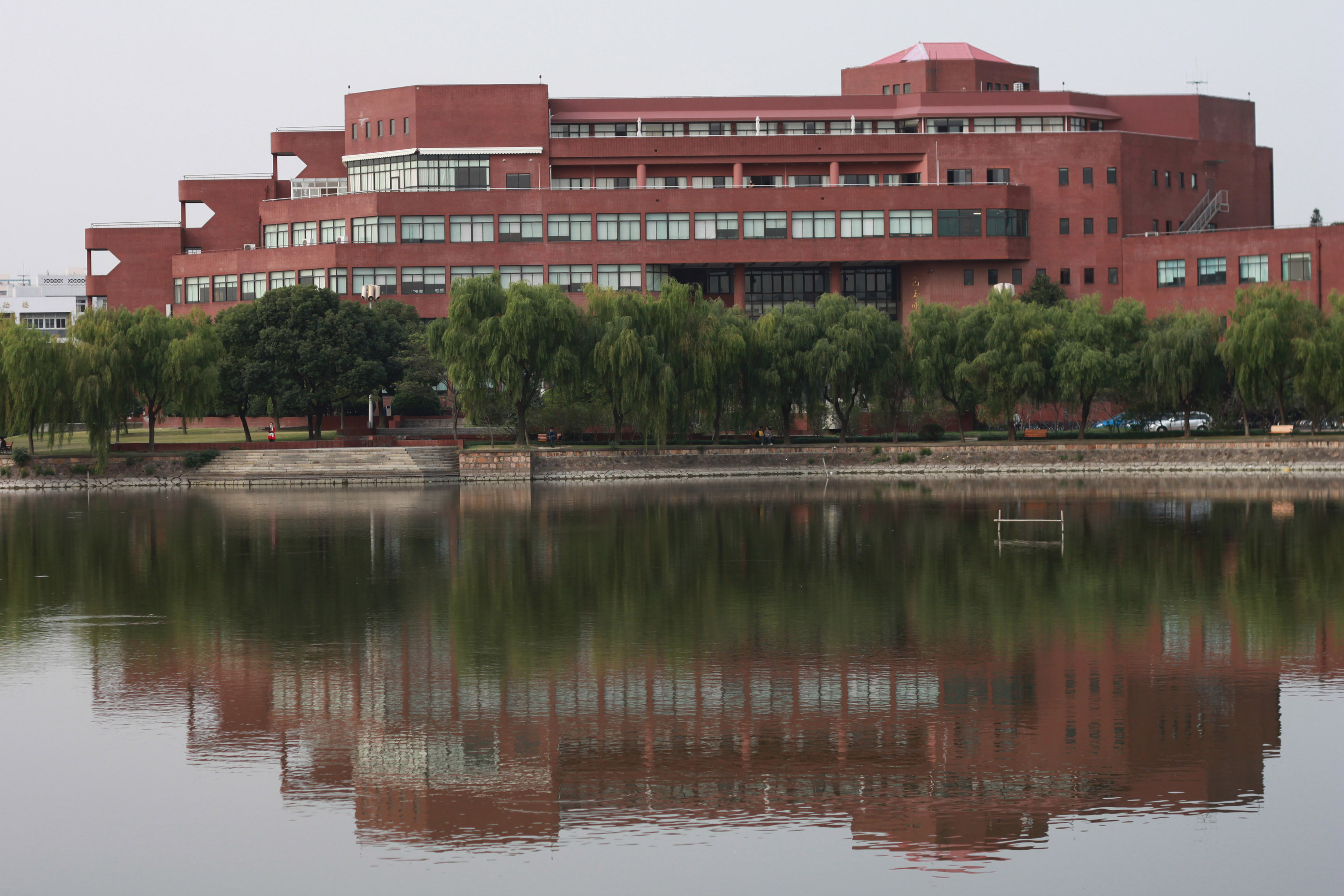
3. 上海交通大学包玉剛圖書館
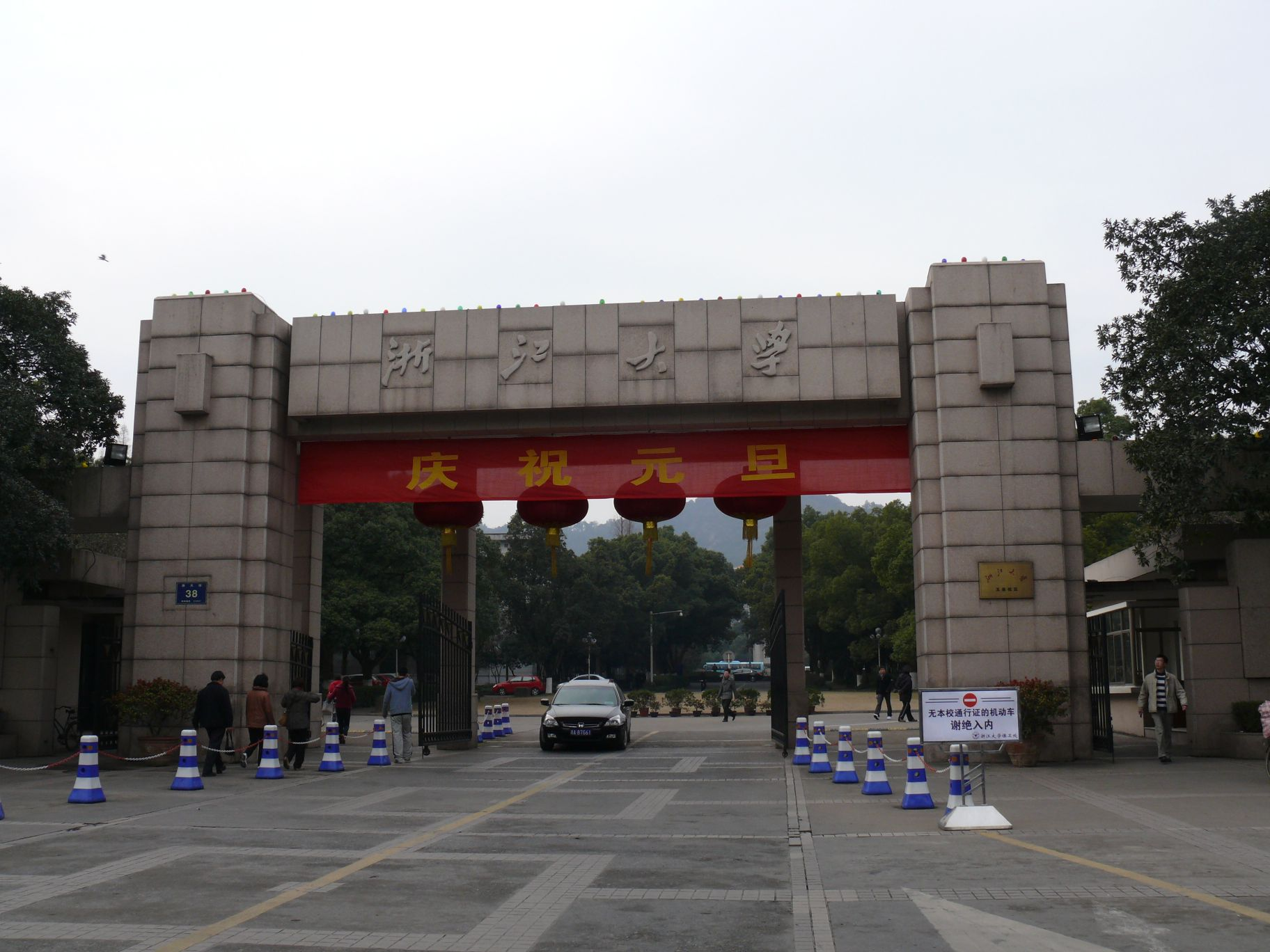
4. 浙江大学玉泉校區主門
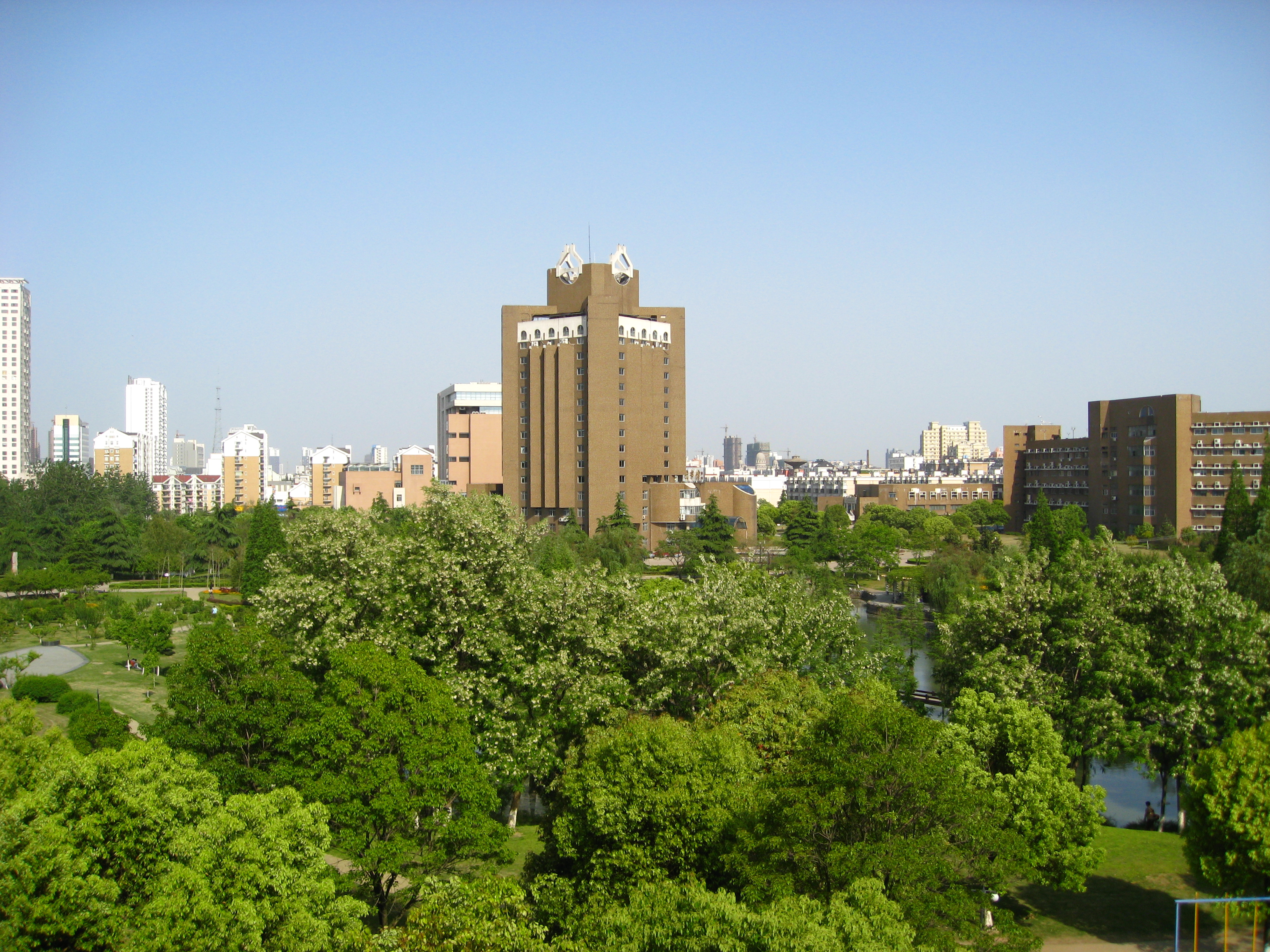
5. 中国科学技术大学西校區圖書館
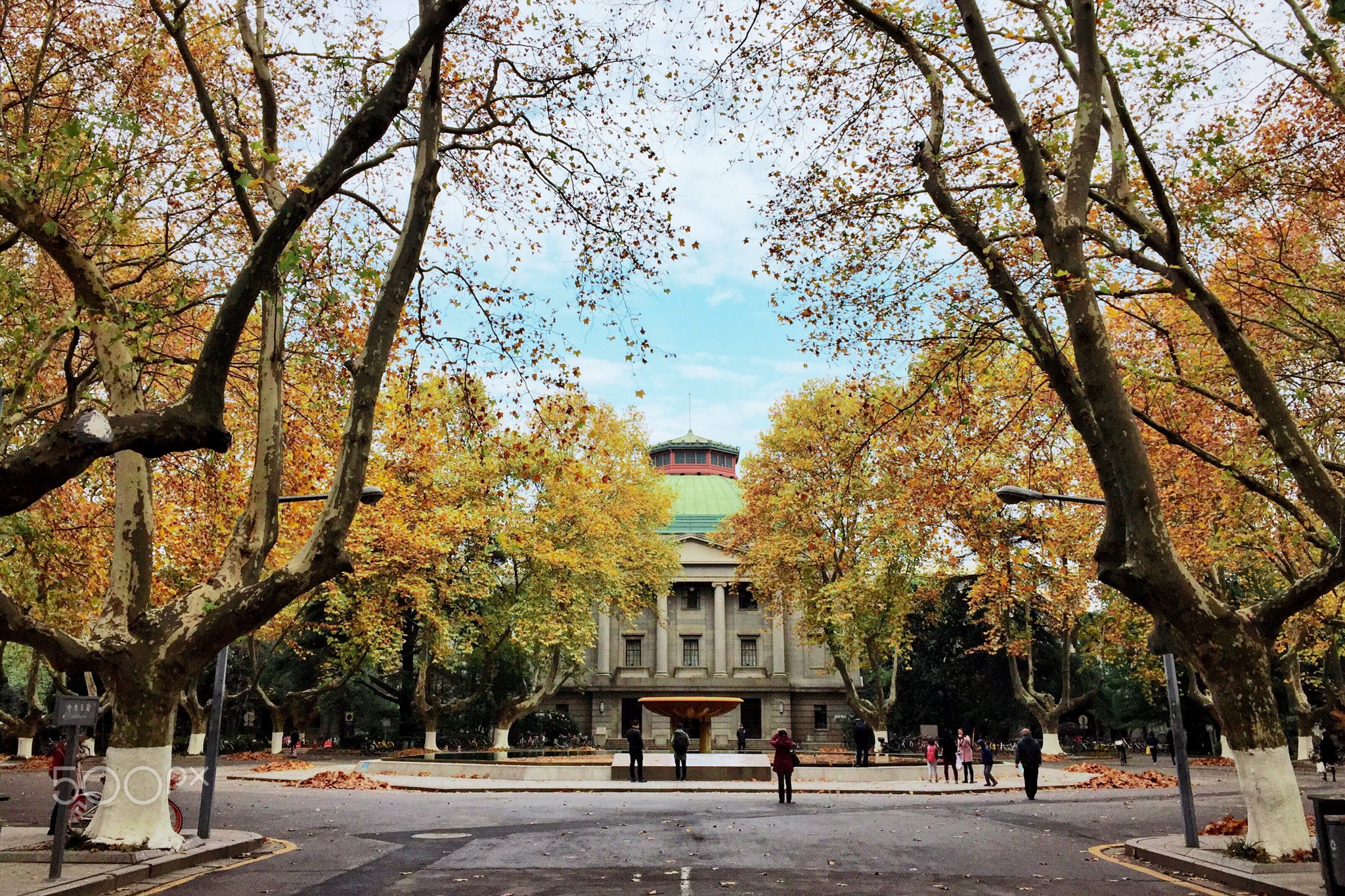
6. 东南大学四牌樓校區大禮堂
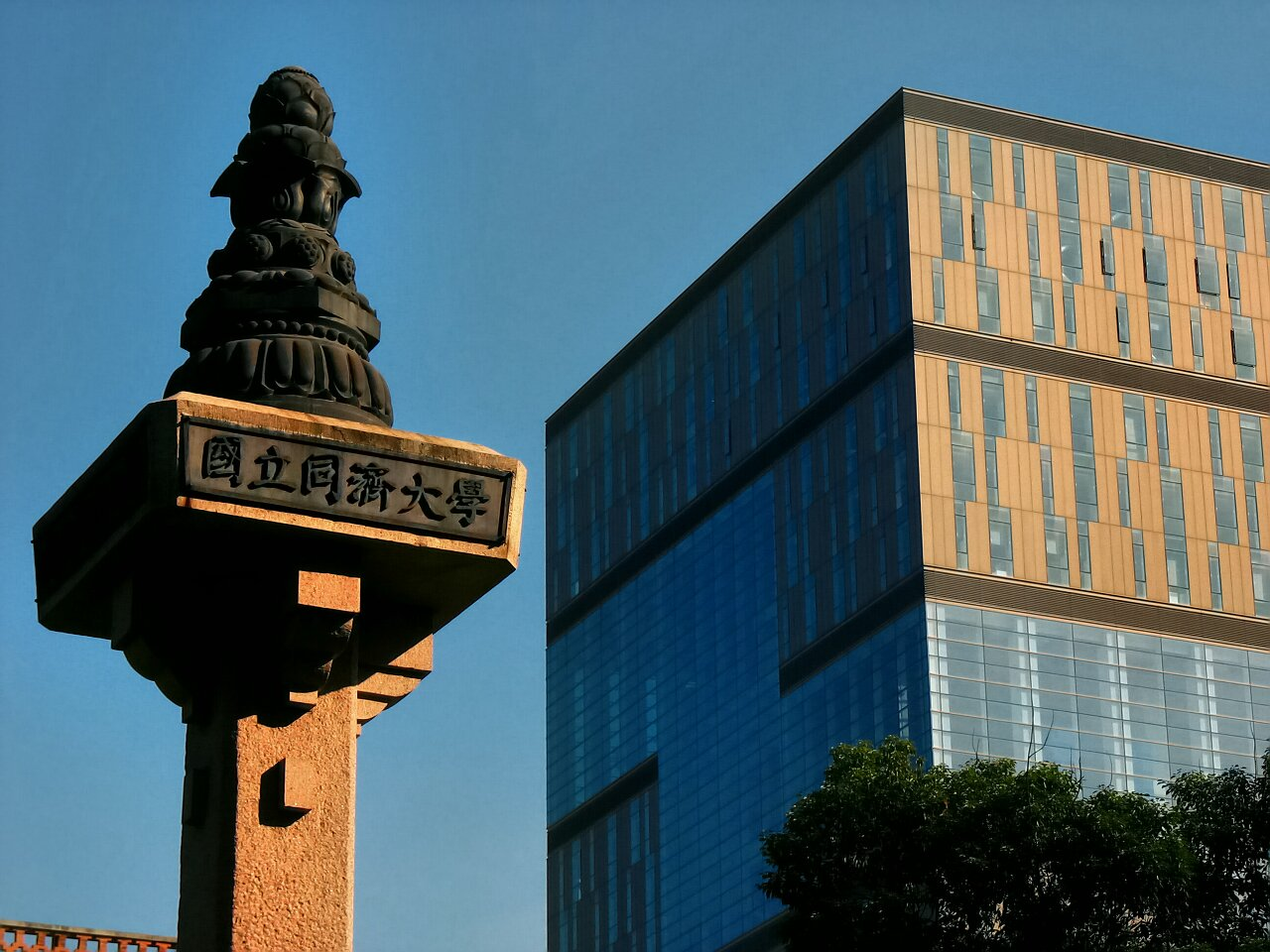
7. 同济大学國立柱
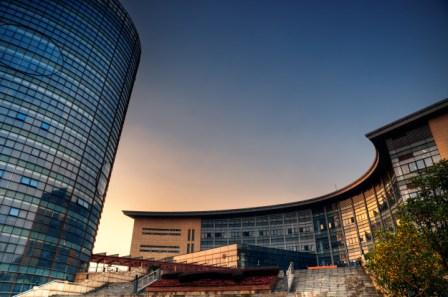
8. 华东师范大学閔行校區圖書館

位于南京秦淮河的夫子庙是纪念孔子的庙宇，夫子庙建筑群中的江南贡院在古代为科举考试的考场，是江南科举文化的象征。江南貢院清代出狀元58人，占全國狀元總數的52%。明清兩代，科舉進士的比例當中，江南地區特別是蘇南、浙江以及安徽、江西、湖南、福建等地一直佔有領先位置。自六朝以來尤其是唐宋以後，江南以宗族學塾、家庭教育發達而著稱。
江南的金陵長期是全國最高學府國子監太學的所在地，明朝時學生一度達到近萬人，《永樂大典》便成書於此。江南有许多著名的书院，有自由講學的風氣。宋代許多有名的書院包括四大书院多在江南，如岳麓书院、石鼓书院、白鹿洞书院以及茅山书院。明朝东林书院有很大的影响力。其它还有鳌峰书院、凤池书院、正谊书院、致用书院等。

## 物產

### 江南艺术
江南的物產，蘇州的刺繡，扬州的玉器，南京的雲錦，宜興的陶，景德鎮的瓷，宣州的宣紙，徽州的徽墨和歙硯，扬州漆器，杭州的西湖龍井，蘇州的碧螺春，徽州的祁門紅茶、黃山毛峰、太平猴魁等等，享譽天下。

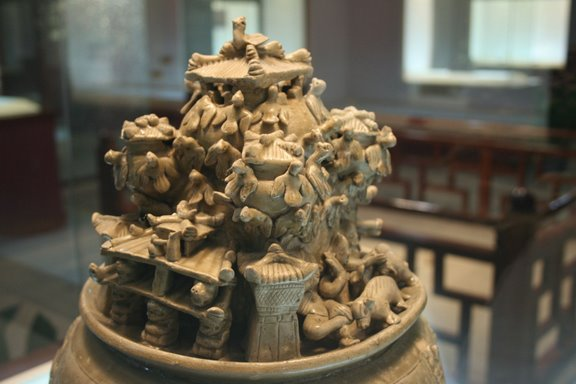
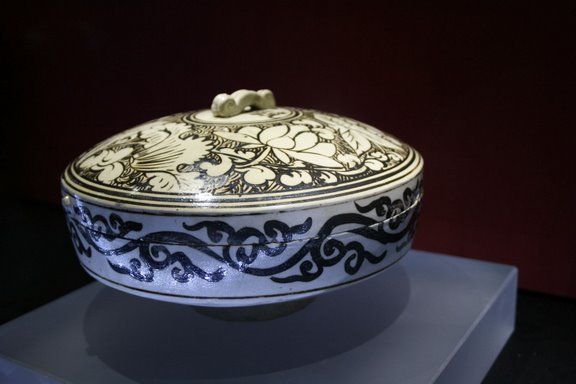
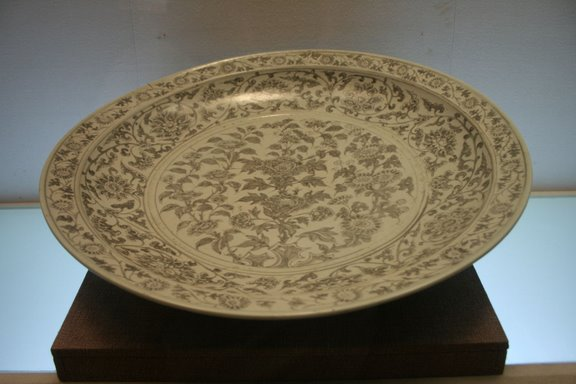
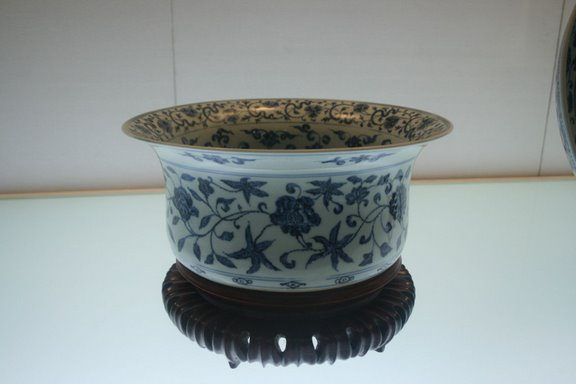
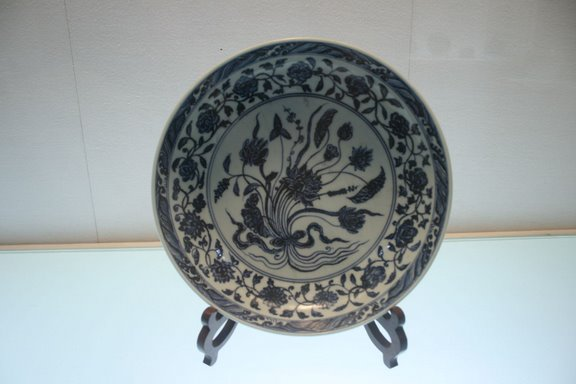
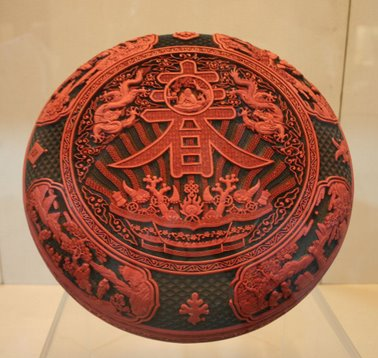
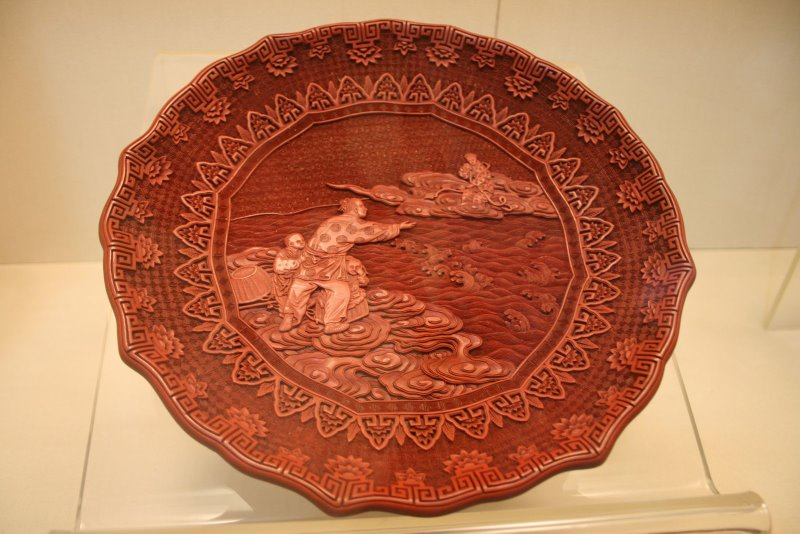
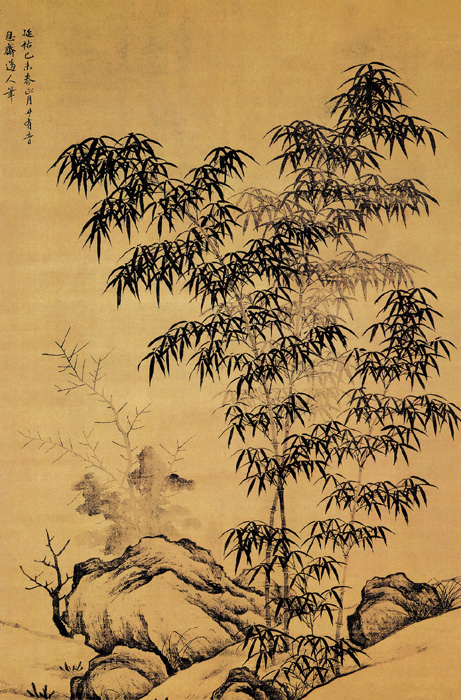
青竹与墨石
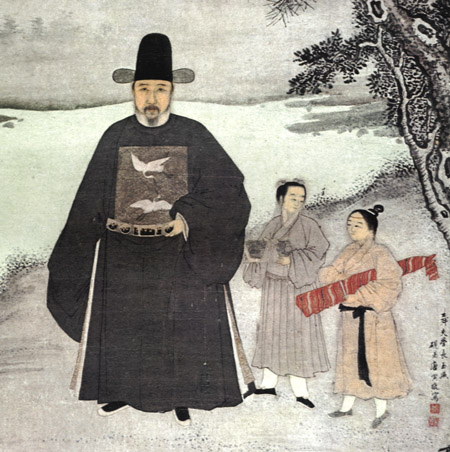
明代江舜夫肖像
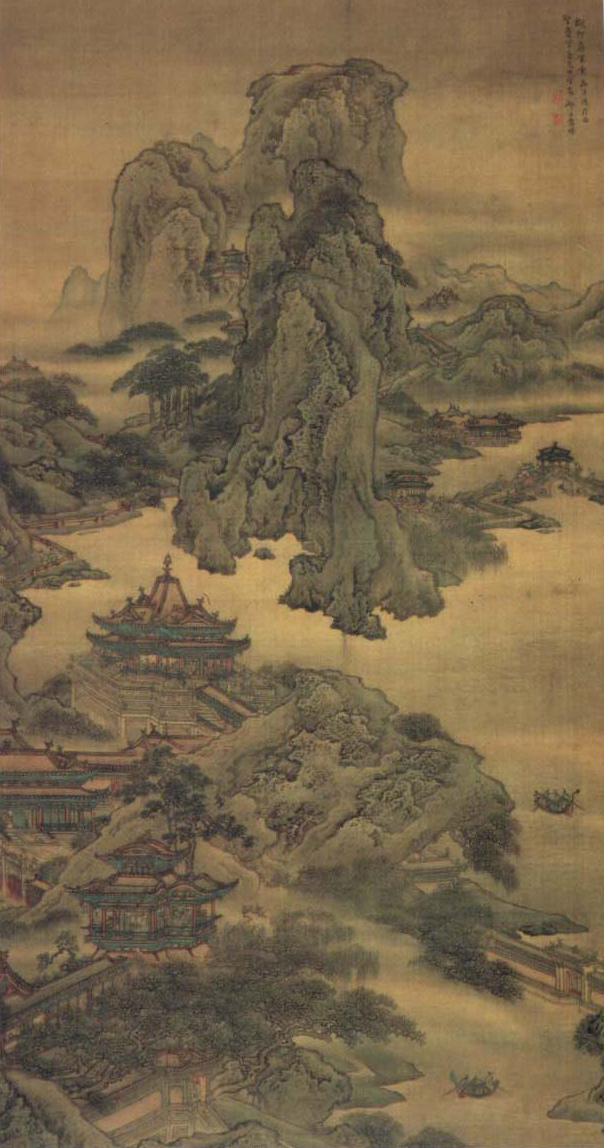
《阿房宫图》轴
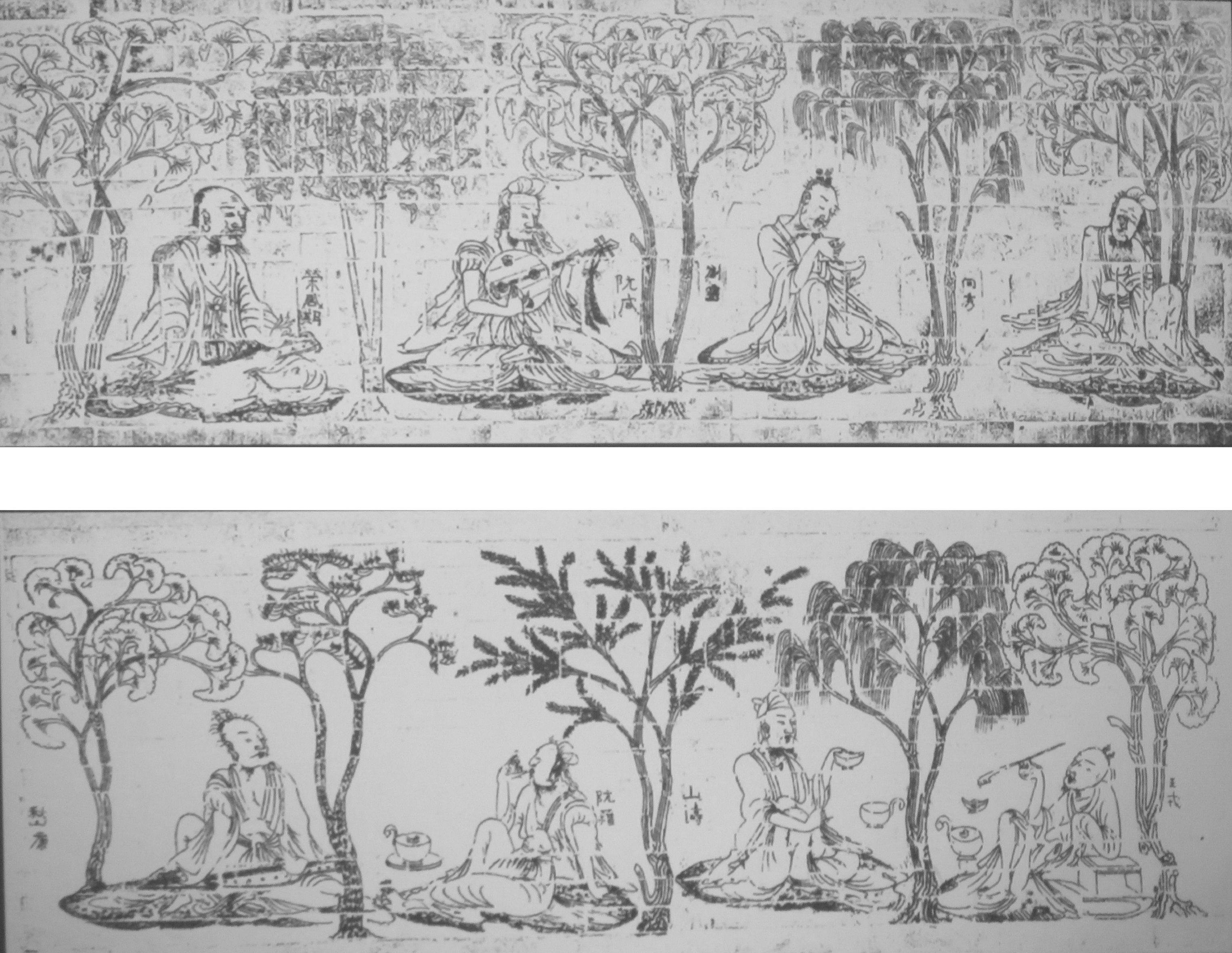
竹林七贤砖印模画
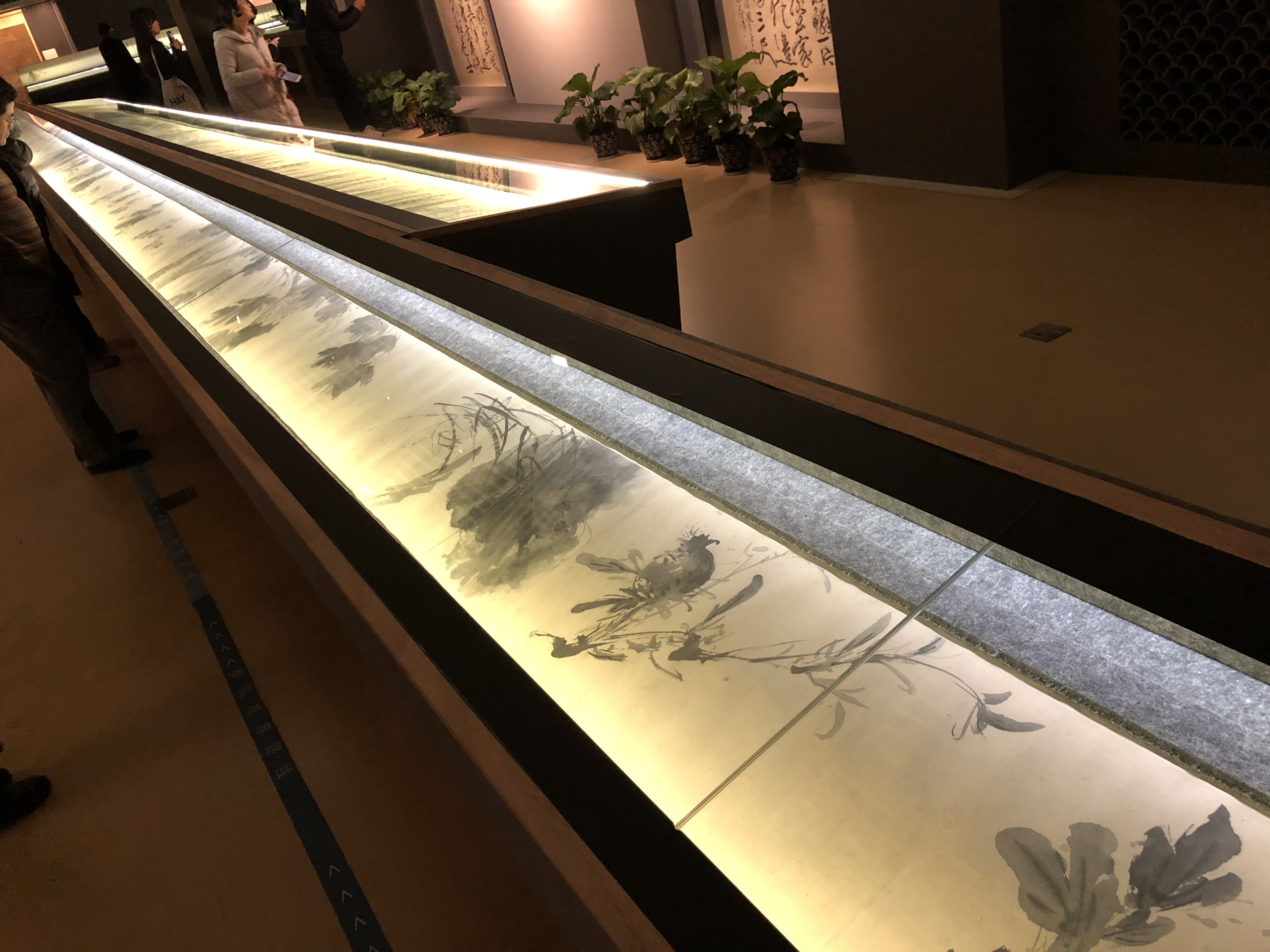
《杂花图》
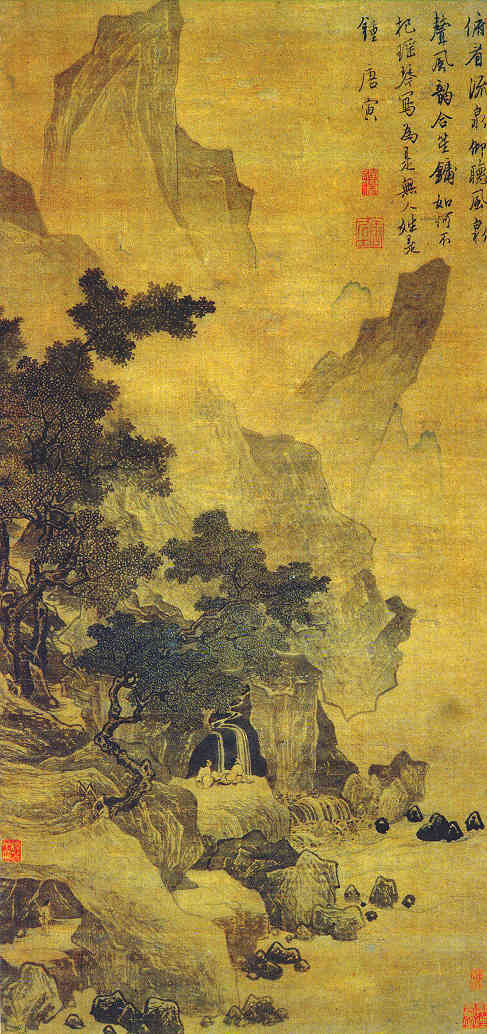

### 江南菜系
江南的生活方式与饮食文化也名闻遐迩，崇尚“早上皮包水、晚上水包皮”的文雅生活。淮扬菜为中国四大菜系之一，为新中国第一餐国宴选用。苏帮菜、扬帮菜、杭帮菜、湘菜等也是经典江南菜风格。著名菜式有：糖醋鳜鱼、芙蓉鸡片、盐水鸭、清蒸鲥鱼、蟹粉狮子头、大煮干丝、三套鸭、水晶肴肉、软兜长鱼、开洋蒲菜、文思豆腐、蟹黄汤包、蜜汁火方、松鼠鳜鱼、碧螺虾仁、白什盘、响油鳝糊、清蒸大闸蟹、姑苏卤鸭、樱桃肉、太湖三白、西湖醋鱼、宋嫂鱼羹、东坡肉、龙井虾仁、炒米粉、荔枝肉、焖豆腐、跳鱼穿豆腐、干咩（焖）羊肉、蛋白扁食、清蒸鲈鱼、土笋冻、涵江卤面、东安子鸡。

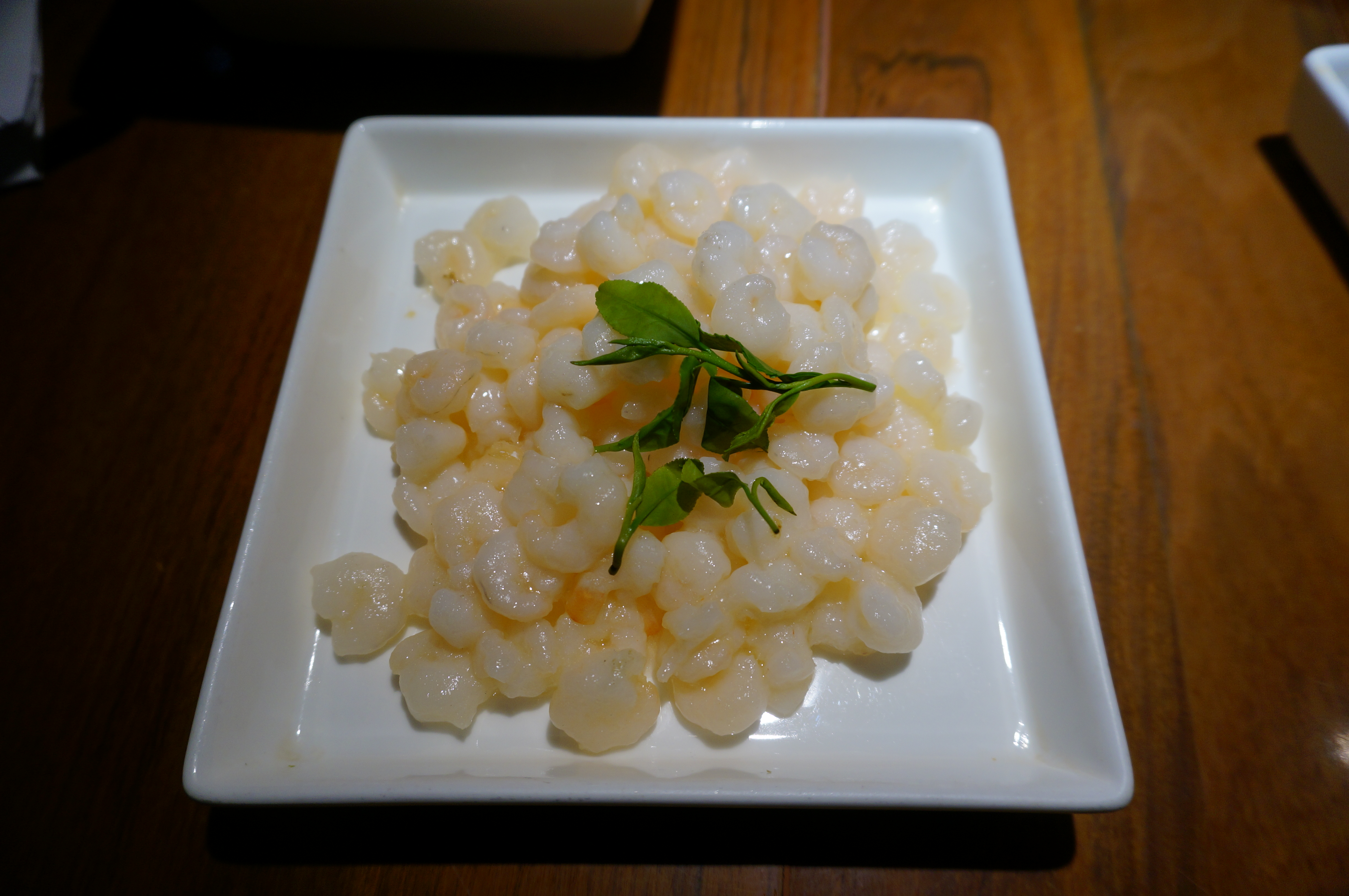
龙井虾仁
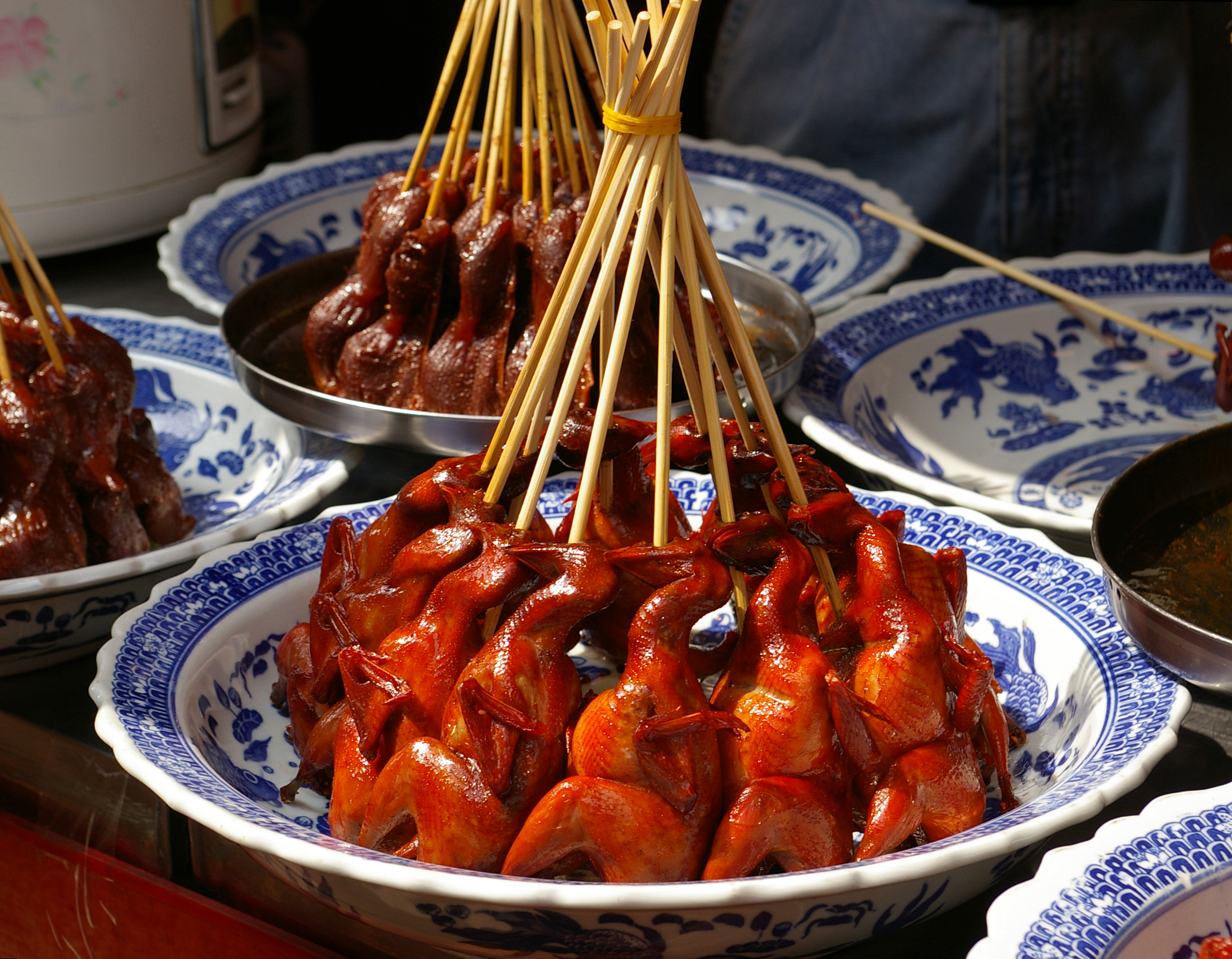
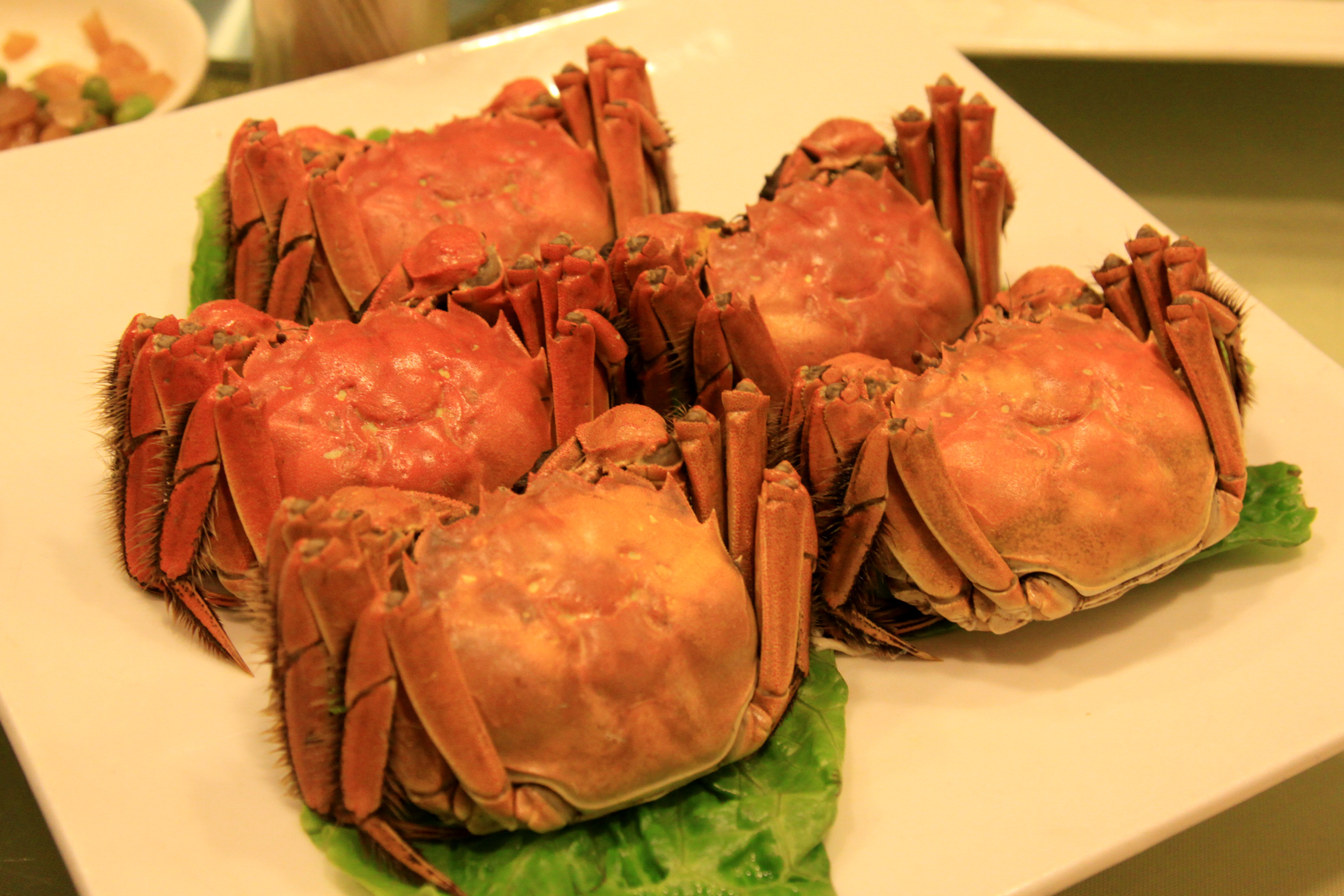
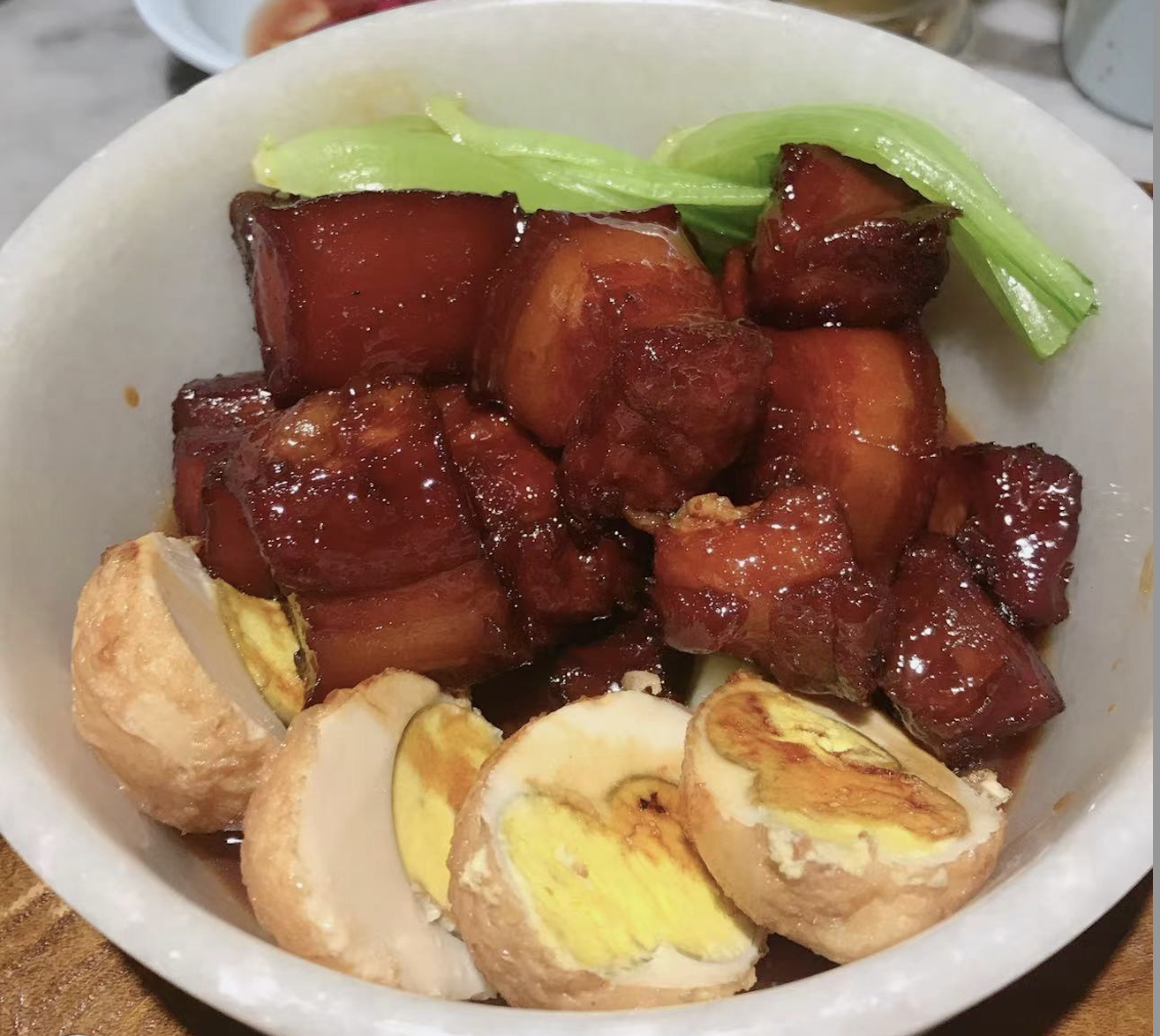
红烧五花肉
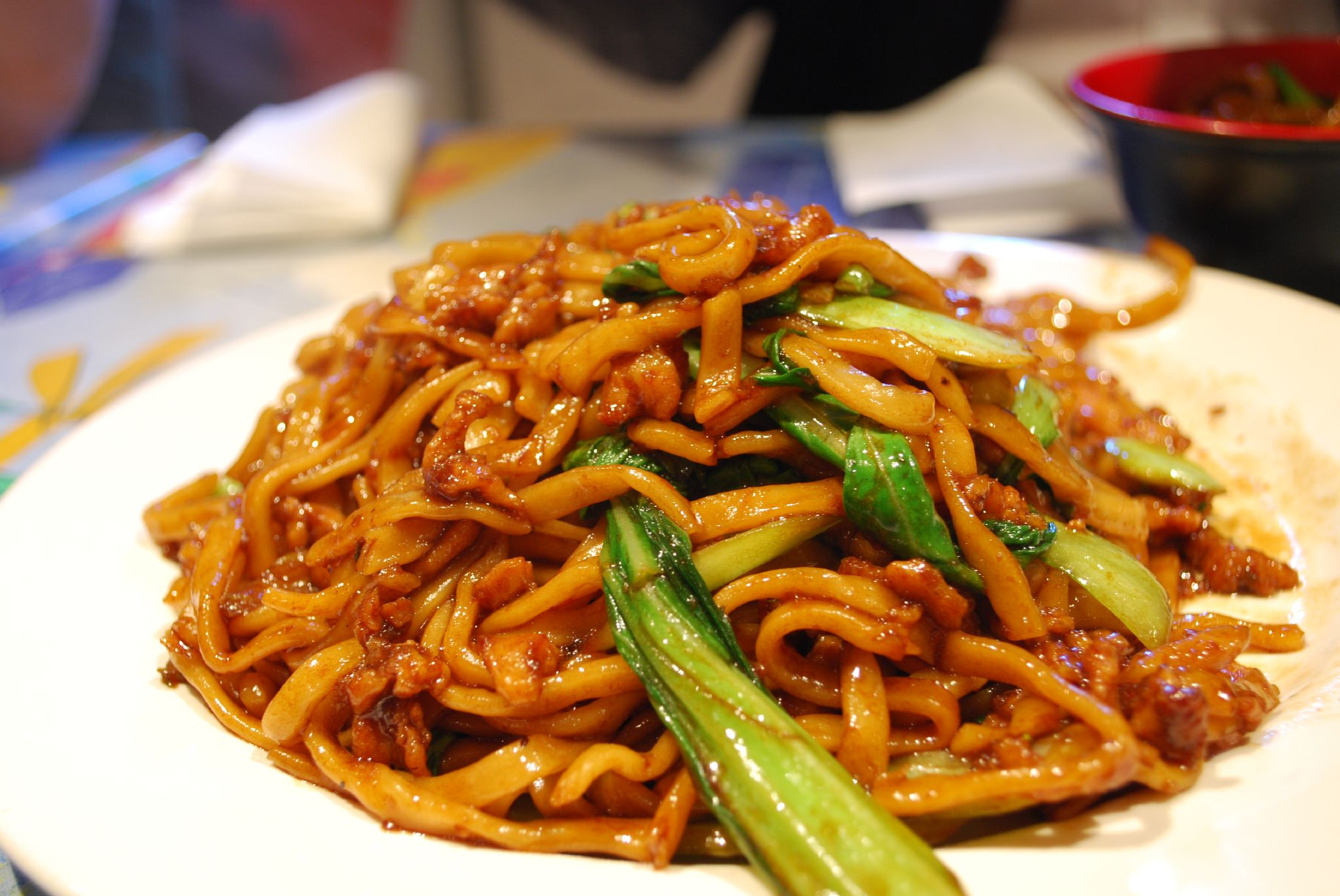
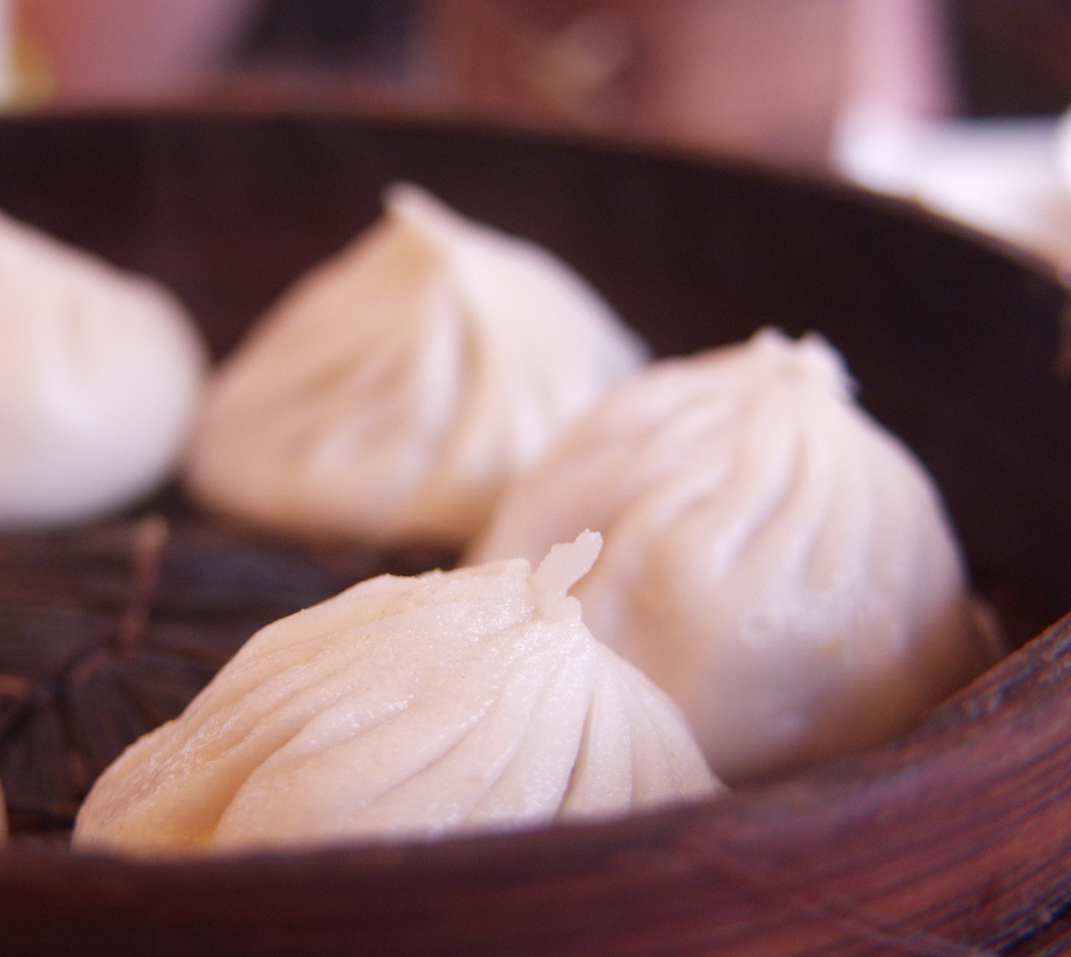
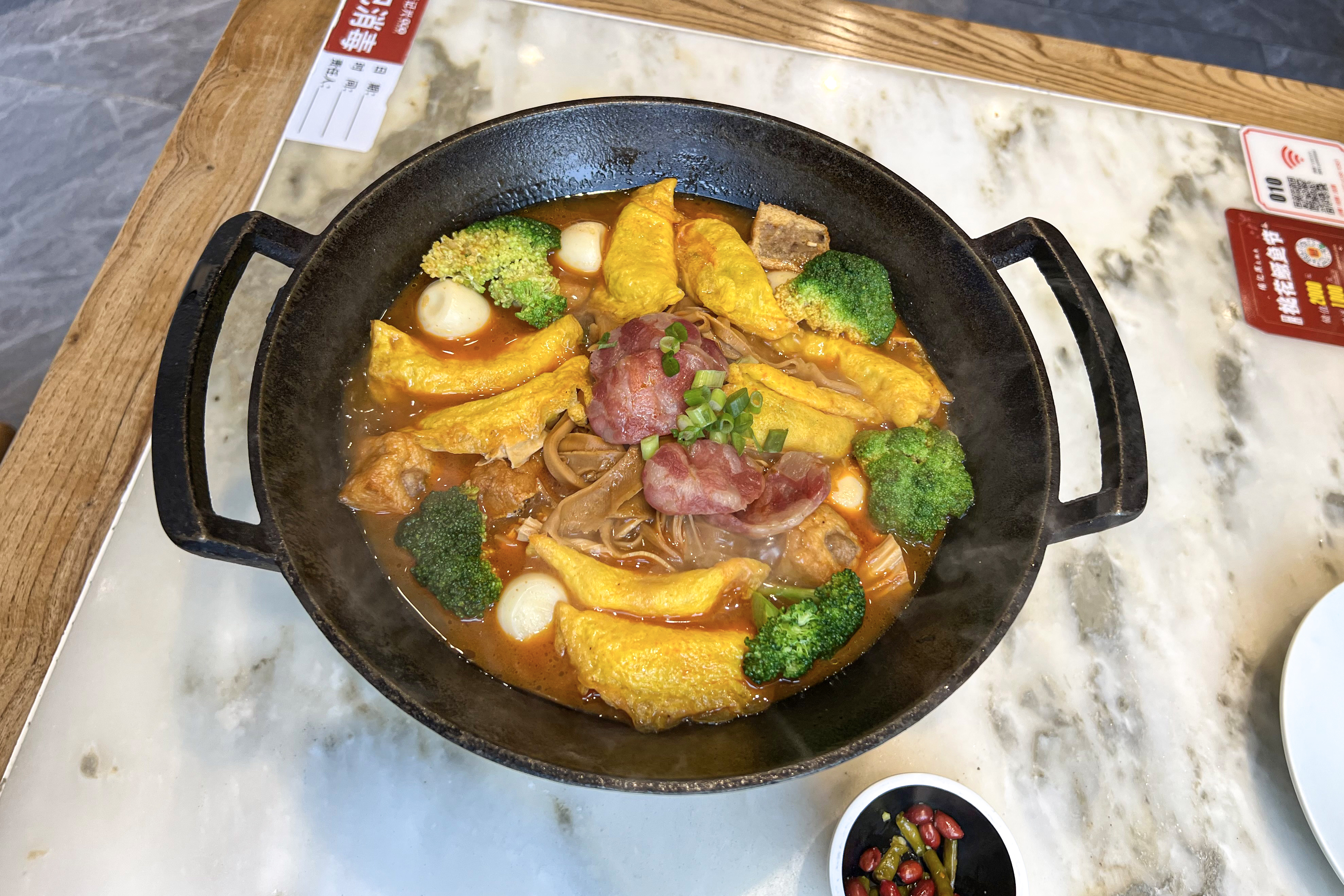
一品锅

### 引用
1. ↑   第一版. 武汉大学出版社. 1988年10月.
2. ↑   第一版. 武汉大学出版社. 1988年10月.
3. ↑  李伯重. . 《中国社会经济史研究》. 1990, (4).
4. ↑  阚绪杭, 周群, 钱仁发. 蚌埠双墩-新石器时代遗址发掘报告[D]. 北京: 科学出版社, 2008.
5. ↑  阚绪杭, 周群. 安徽蚌埠双墩新石器时代遗址发掘[J]. 考古学报, 2007, 1: 003.
6. ↑  .   [2018-04-22]. （原始内容存档于2018-04-22）.
7. ↑  徐蘋芳等. . 北京: 新世界出版社. 2004. ISBN 7801872207 （中文（简体））.
8. ↑  QS university ranking
9. ↑   （页面存档备份，存于）江南那池“忘忧汤”-中国国家地理

### 書目
- 周振鹤：《释江南》，《中华文史论丛》第49辑。
- 顾荣军：《纸上江南》，山东画报出版社